# 東京メトロ副都心線
副都心線（ふくとしんせん）は、東京都練馬区の小竹向原駅から渋谷区の渋谷駅までを結ぶ、東京地下鉄（東京メトロ）が運営する鉄道路線である。都市交通審議会における路線番号は13号線であり、『鉄道要覧』における名称も13号線副都心線となっている。
帝都高速度交通営団（営団地下鉄）の民営化により東京メトロが2004年に発足して以来初の新路線として2008年に開業した。路線名の由来は、池袋・新宿・渋谷の三大副都心を縦断することから。池袋駅 - 新宿三丁目駅 - 渋谷駅間はJR山手線のバイパス的な役割を持つ。車体および路線図や乗り換え案内で使用されるラインカラーは「ブラウン」（#9c5e31、茶）、路線記号はF。

## 概要
旅客案内上は和光市駅 - 渋谷駅間の路線として扱われており、このうち和光市駅 - 池袋駅間は有楽町線と全く同一の区間となっている。さらにこのうちの小竹向原駅 - 池袋駅間は別々の線路が敷設されており、副都心線と有楽町線それぞれに属する。一方、和光市駅 - 小竹向原駅間は有楽町線と線路を共有しており、正式には有楽町線にのみ属している。ただし、都市交通審議会答申第15号における13号線は和光市駅 - 小竹向原駅間も含まれている。
和光市駅から東武東上線に、小竹向原駅から西武有楽町線を経由して西武池袋線と相互直通運転を行っているほか、渋谷駅から先はほぼ全ての列車が東急東横線・横浜高速鉄道みなとみらい線に直通しており、運転系統も完全に一体化している。また、2023年に開業した東急新横浜線・相鉄新横浜線を介して相鉄本線・いずみ野線の列車も直通している。本路線を含めた鉄道6事業者（東武鉄道・西武鉄道・東京地下鉄・東急電鉄・横浜高速鉄道・相模鉄道）による相互直通運転が行われており、埼玉県西部の小川町・川越市（東武東上線）、飯能市・所沢市（西武線）の各方面から神奈川県横浜市（東急東横線・みなとみらい線）、大和市・海老名市・藤沢市（相鉄線）までの広域鉄道網を形成している。和光市駅 - 池袋駅間は東武東上線と並行しており、特に和光市駅 - 地下鉄赤塚駅（下赤塚駅）間は両鉄道事業者の駅が近接している。
東武東上線小川町駅 - みなとみらい線元町・中華街駅間および西武池袋線飯能駅 - 元町・中華街駅間のそれぞれについて、日中の時間帯に本路線を経由して各線内を特別料金不要の最速達（副都心線内は急行運転）で運行される列車については「Fライナー」の愛称がつく。また、土休日には西武秩父駅 - 元町・中華街駅間で有料座席指定列車の「S-TRAIN」が運行される。
東京メトロの路線で唯一、都営地下鉄を含めれば浅草線、大江戸線とともに千代田区を通らない路線である。また、東京の地下鉄路線で唯一、都心3区（千代田区・中央区・港区）を経由しない。

## 路線データ
距離・駅数は小竹向原駅 - 渋谷駅間のもの。
- 路線距離（営業キロ）：11.9 km[1]
- 軌間：1,067 mm[1]
- 駅数：11駅（起終点駅含む）[1]
- 複線区間：全線
- 電化区間：全線（直流1,500 V、架空電車線方式）[1]
- 閉塞方式：速度制御式（新CS-ATC）・ATO（全線）
- 列車無線方式：誘導無線 (IR) 方式、デジタル空間波無線方式 (D-SR) 方式
- 最高速度：80 km/h[1]
- 平均速度：急行 49.0 km/h・各停 40.2 km/h（小竹向原駅 - 渋谷駅間）
- 表定速度：急行 43.9 km/h・各停 31.9 km/h（小竹向原駅 - 渋谷駅間）
- 全線所要時分：急行 16分15秒・各停 22分25秒（小竹向原駅 - 渋谷駅間）
- 車両基地：和光検車区・和光検車区新木場分室
- 工場：綾瀬工場（千代田線内）
- 最急勾配：40 ‰[3]（新宿三丁目 → 東新宿・B線のみ[3]）

本路線のうち池袋 - 渋谷間の建設に要した建設費用は総額2,404億円（消費税除く）である。その内訳は土木関係費が1,773億5,144万3,000円、電気関係費が248億2,662万9,000円、車両関係費が170億8,065万8,000円、その他が211億4,127万円となっている 。
当初第8号線（有楽町線）として計画・建設工事に着工し、後述する都市交通審議会答申第15号によって第13号線となった和光市 - 小竹向原間の建設費用は、有楽町線の建設費用として計上されている。なお、小竹向原 - 新線池袋間の建設費用は1992年度 - 1994年度に計上され、計126億6,016万6,000円を要した。

### 保安装置
本路線では保安装置に車内信号式自動列車制御装置（新CS-ATC）を導入しており、自動列車運転装置 (ATO) での自動運転によるワンマン運転を行っている。施工に当たっては、有楽町線の新CS-ATC化の2期工事区間（和光市 - 池袋間・小竹向原 - 新線池袋間・2007年10月27日使用開始）と一括発注し、コストダウンを図った。なお、開業時での運転間隔は10両編成による3分間隔を、将来的には10両編成による2分間隔で運転することを想定している。
ATO装置の最終的な停止精度は前後45 cm以内であるが、 副都心線開業時点から当面は10 cmの余裕を持たせた前後55 cm以内に設定している。

## 沿革

### 計画・建設時
副都心線は1972年（昭和47年）3月の東京圏の鉄道網整備計画「都市交通審議会答申第15号」において東京13号線として答申されたもので、第8号線から削除した成増 - 向原間に志木 - 成増間および向原 - 新宿間を加え、「志木から和光市、成増、向原、池袋、東池袋、目白東、諏訪町、西大久保を経由して新宿へ至る路線」として初めて示された。第13号線は和光市 - 向原間は第8号線（有楽町線）と線路を共有し、向原 - 池袋間は第8号線と同一のルートを通る複々線とされた。
同時に志木 - 和光市間は東武東上線を複々線化することならびに新宿より渋谷、品川を経て羽田空港方面への延伸を検討することも示された。その後、1985年（昭和60年）7月の運輸政策審議会答申第7号では池袋以南の南下について、終点を渋谷とすることが示された。
このうち、志木 - 和光市間は東武東上線の複々線化を実施し、和光市 - 小竹向原駅は有楽町線として、小竹向原 - 池袋間は有楽町線新線としてそれぞれ開通した。有楽町線新線は、副都心線開業までの間「有楽町線（新線）」または単に「新線」（英: New Line）と案内され、同線の終着であった池袋駅は広く「新線池袋」（英: New Line Ikebukuro）と案内されていた。

### 小竹向原 - 池袋間の先行建設
有楽町線の建設当初、第13号線の開業時期は先になることが予想されていた。しかし、有楽町線との一体建設によるコスト低減、沿線住民への配慮、道路占有手続きなど総合的に判断して、小竹向原 - 池袋間は有楽町線と同時に建設を行った。また、この区間は、手続き上は有楽町線の複々線部として取り扱うことになった。
このため、1977年（昭和52年）9月に小竹向原 - 池袋間を複々線とする工事計画変更認可を受け、同区間の建設工事に着手した。用地節約のため、この区間は4線並列ではなく、上下2段のトンネル構造としている。上段部の有楽町線は1983年（昭和58年）6月に開業し、第13号線となる下段部（現在の副都心線部）は、1985年（昭和60年）8月に池袋駅（新線池袋駅、現在の副都心線池袋駅）の完成により、全ての地下構造物の構築を完了した。
その後、有楽町線池袋以西の混雑緩和のため、第13号線小竹向原 - 池袋間を先行して開業することが決定され、1992年（平成4年）5月から1994年（平成6年）10月にかけて下段トンネル内の清掃、漏水処理、連結送水管の設置、（新線）池袋駅にエレベーター、エスカレーターの設置や出入口の構築、電気工事等を行い、1994年（平成6年）12月7日に有楽町線新線として開業することになった。この開業時点では千川駅・要町駅のホームは未開業で全列車通過とされ、第13号線の池袋駅は案内上新線池袋駅と呼称することになった。また、この時より路線図や池袋駅の案内サイン類にてブラウンのラインカラーが使用されている。
この区間は小竹向原 - 新線池袋間をノンストップで走り、有楽町線本線よりも2分短い4分で走っていた。運転本数は朝ラッシュ時で1時間あたり6本（約10分間隔）、平日の日中および土休日は1時間あたり4本（約15分間隔）で運転していた。営業キロは2.96 kmであり、最小曲線は240 m、最急勾配は35‰である。

### 池袋 - 渋谷間の建設

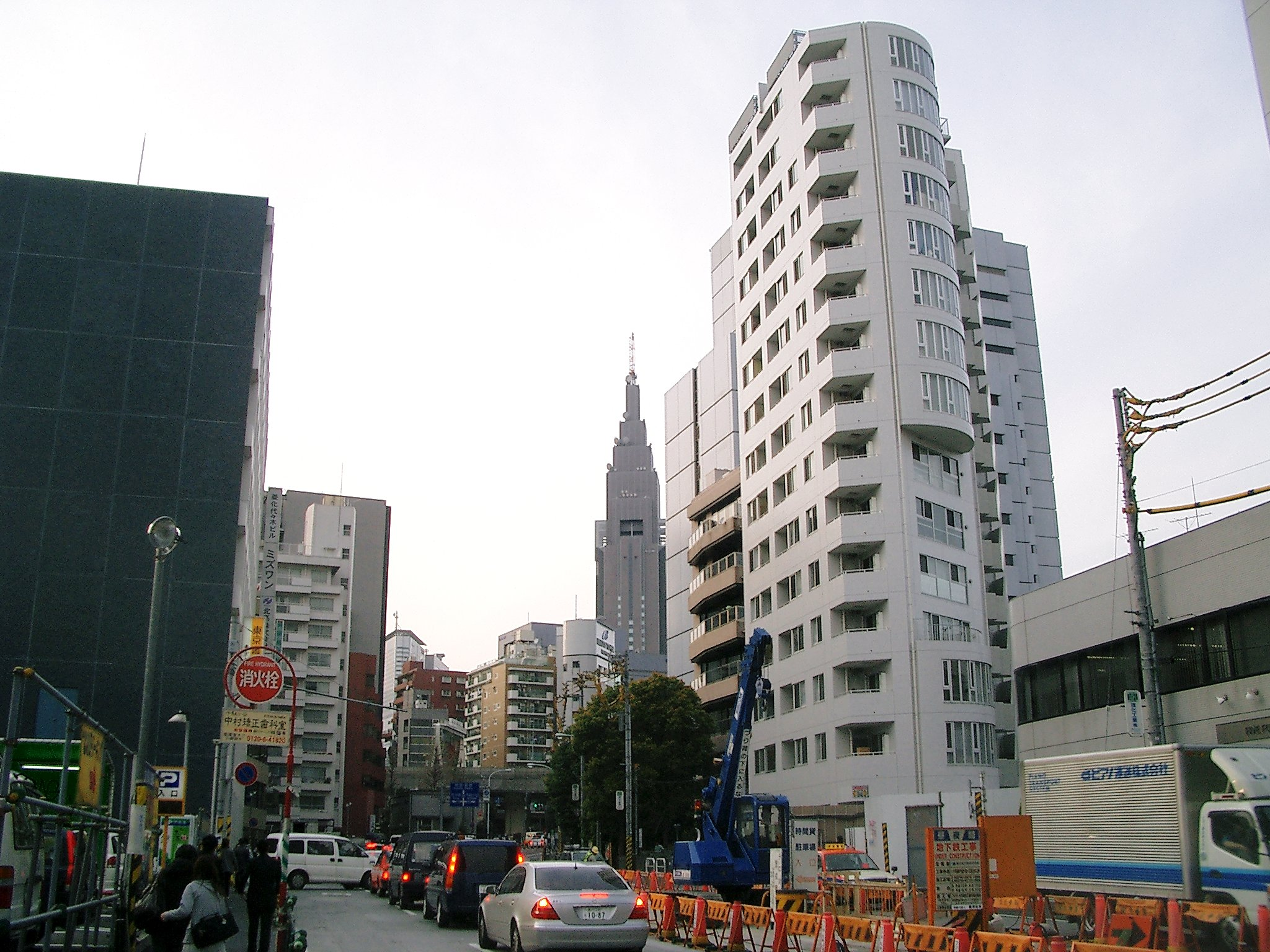
北参道駅建設工事
（2006年4月 明治通り上）

第13号線池袋 - 渋谷間の地方鉄道敷設免許は、同じ第13号線の和光市 - 成増間の免許申請とともに1975年（昭和50年）9月2日に申請していた。なお、答申されていたのは志木 - 新宿間であるが、新宿付近は地理的、技術的な制約から折り返し設備が渋谷に近い代々木付近まで伸びること、渋谷まで延伸することは大きな輸送需要が見込めることから、渋谷まで延長して申請したものである。
しかし、翌1976年（昭和51年）8月11日に和光市 - 成増間の路線免許は交付されたが、池袋 - 渋谷間の地方鉄道敷設免許の交付は保留となり、以来は免許申請中状態が続いていた。1975年（昭和50年）の池袋 - 渋谷間路線免許申請では、同区間の建設費用は2,085億円を想定していた。
その後、政府は長引く不況への景気回復策として1998年11月に緊急経済対策を策定し、翌月に補正予算の編成を行った。そして、地下鉄13号線については整備による地域経済の活性化、雇用の拡大などによる景気回復に有効であるとの理由から建設予算の確保に至った。この補正予算の編成に合わせ、当時の帝都高速度交通営団は池袋・新宿・渋谷といった3大副都心への重要なアクセス、JR山手線・埼京線に対する混雑緩和へ寄与するなど、建設によるメリットが大きいことから地下鉄13号線の建設を進めることを決定した。
このため、1975年以来申請中であった地方鉄道敷設免許→改正により第1種鉄道事業免許の追加申請を1998年12月17日に実施した。そして、1999年1月25日に池袋 - 渋谷間の第1種鉄道事業免許を取得した。その後、各種手続きを経た2001年6月15日に同区間の建設が開始された（2004年4月1日に営団が民営化され建設は東京地下鉄に継承）。なお、千川駅と要町駅は駅躯体工事のみ施工されていたことから内装工事の実施、新線池袋駅（後の副都心線池袋駅）では躯体工事のみ施工されていた丸ノ内線との連絡通路や連絡階段などの内装工事が実施された（2007年5月 - 2008年7月）。半蔵門線渋谷駅は、副都心線乗り入れに伴い改良工事が実施された（2007年1月 - 2008年7月）。
池袋 - 渋谷間の建設に当たり、営団地下鉄が1951年の丸ノ内線建設を施工して以来、半世紀にわたり培ってきた地下鉄建設技術を集結させた上、各種の新技術を採用した。このことから「環境負荷低減への積極的な取り組み」「建設コストの削減」「建設工事に関する沿道とのコンセンサス形成」の3点に重点を置いて建設を行った。
雑司が谷駅 - 渋谷駅間では明治通りの直下を通り、本区間で新設した7駅のうち雑司が谷駅と西早稲田駅は駅シールド工法で、それ以外の駅は開削工法で建設されている。東新宿駅は急行待避線を設置する関係で2段構造の駅としている。また、新宿三丁目駅構内には渋谷方からの折り返し用の引き上げ線が設置されている。本区間の建設には計10台のシールドマシンが使用された。
駅間は池袋駅 - 新宿三丁目間が単線シールド構造、新宿三丁目 - 渋谷間は複線シールド構造を採用している。このうち、明治神宮前 - 渋谷間の複線シールドには新たに開発した複合円形複線シールドを採用した。このトンネルは従来の丸形シールドトンネルよりも上下方向に圧縮した楕円形の断面とし、土砂掘削量の削減やトンネル下部に使用するコンクリート材を減少させ、従来のシールドトンネルと同等のコストに抑えている。
2007年1月24日、13号線の路線名を「副都心線」とすることが発表された。合わせて建設中の正式な駅名も発表し、池袋駅側から順に雑司が谷（雑司ヶ谷）、西早稲田、東新宿（新宿七丁目）、新宿三丁目、北参道（新千駄ヶ谷）、明治神宮前とした（カッコ内はそれまでの仮称）。

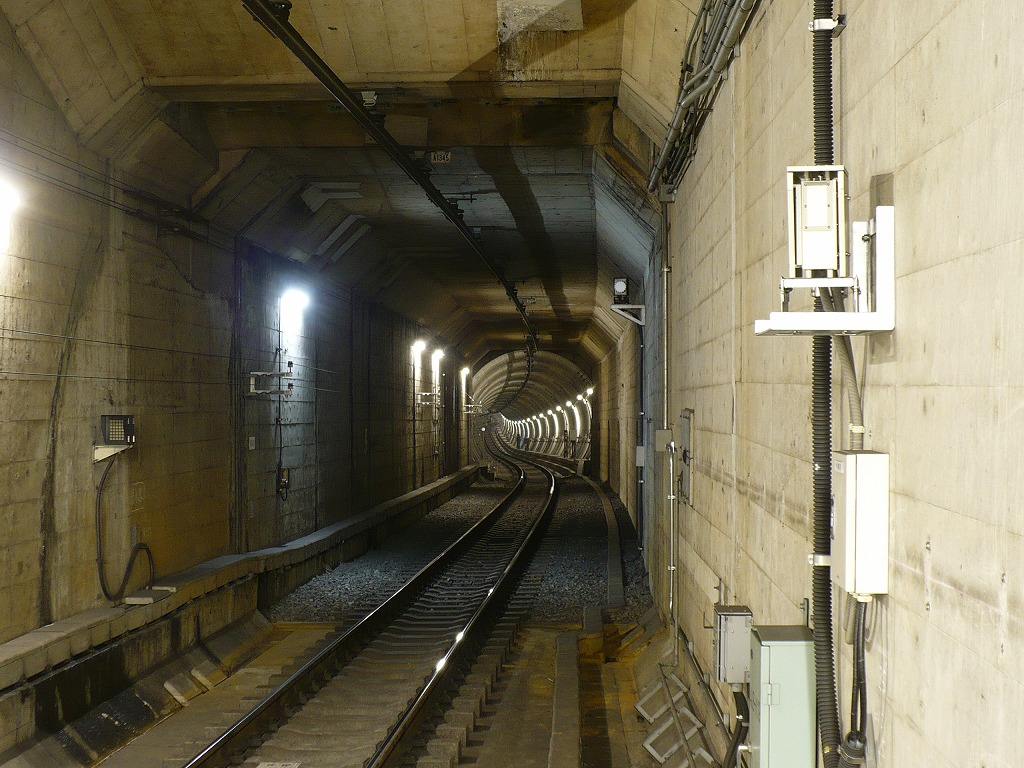
池袋駅ホームより、新たに建設されたA線渋谷方面を見る。
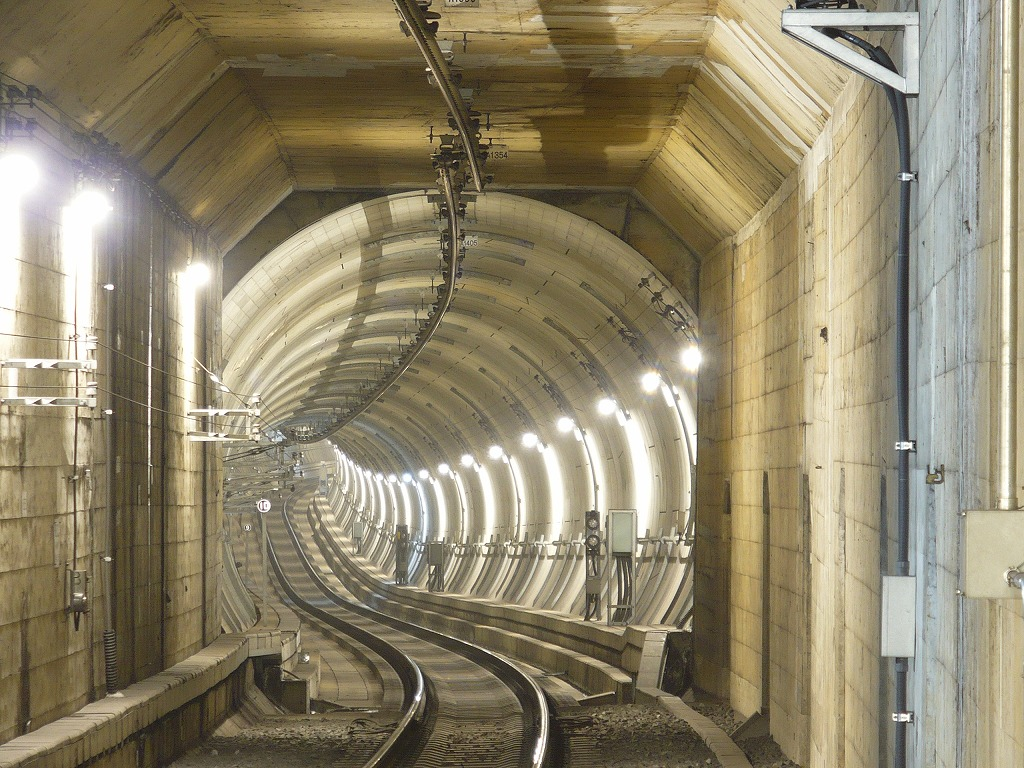
左の写真の拡大版。雑司が谷駅まで単線シールドトンネルが続く。
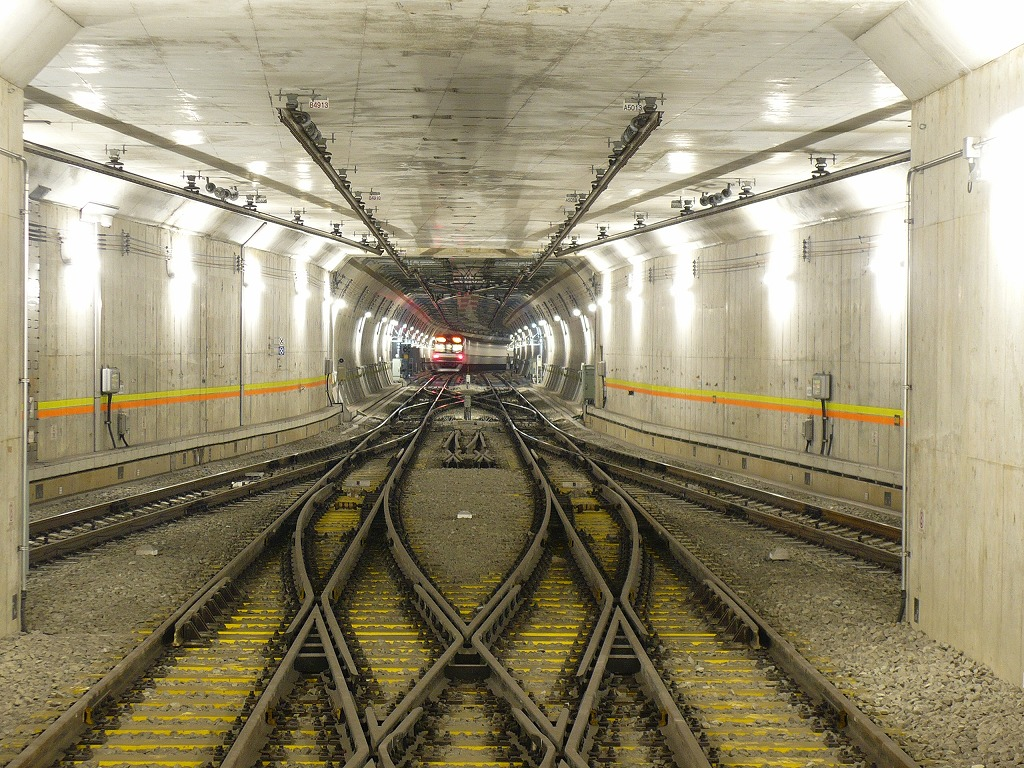
渋谷駅構内。撮影当時は2面4線化される前。
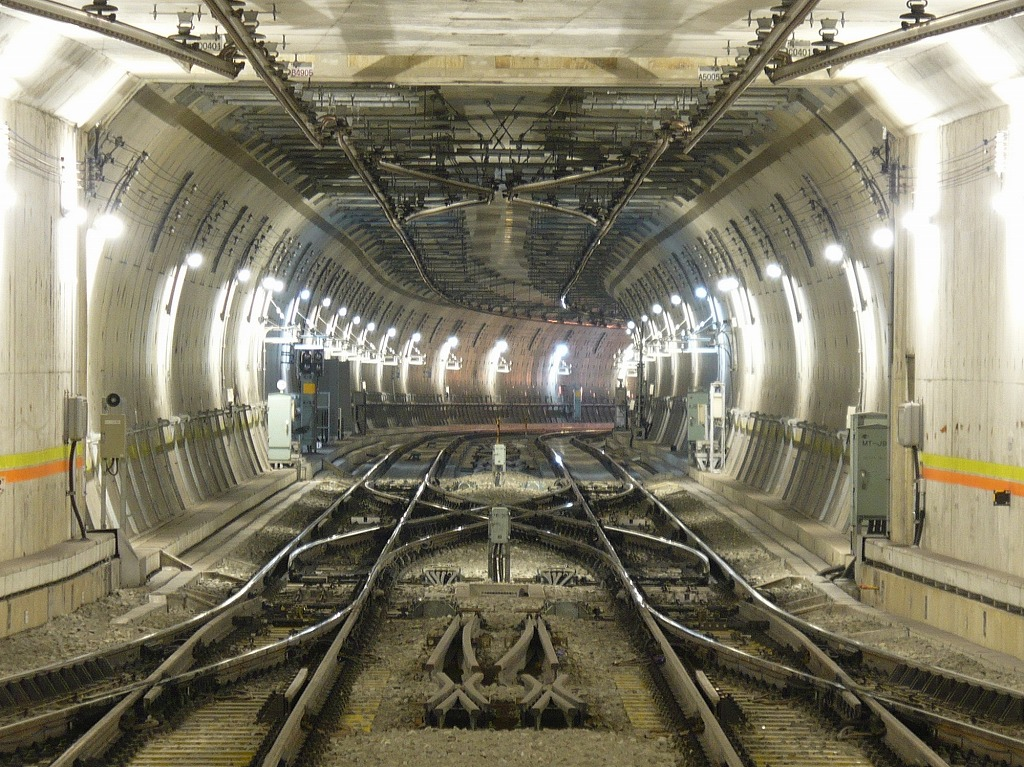
渋谷駅ホームから見た池袋方面のシールドトンネル。横方向に圧縮した楕円形の「複合円形トンネル」である。奥にある両渡り線は現在撤去されている。

### 全線開通後
2008年6月14日に全線が開業した。これに合わせ、有楽町線のうち小竹向原 - 池袋（新線池袋）間の有楽町線新線を編入した上で和光市 - 渋谷間を「副都心線」と命名し、和光市 - 小竹向原間は有楽町線と線路・駅・施設を共有することになった。有楽町線新線から副都心線への改称に合わせて、便宜上「新線池袋駅」と案内されてきた同駅が「池袋駅」に改称され、千川駅と要町駅の営業が開始された。また、開業と同時に東武東上線や西武有楽町線を経由して池袋線との相互直通運転が開始された（相互直通運転自体は有楽町線新線時代から実施）。
開業後の利用者数は増加の一途をたどっている。都内鉄道駅を対象に2009年度と2014年度の利用者数を比較しその増加率を見ると、渋谷駅が第2位、東新宿駅が第3位、北参道駅が第7位、明治神宮前駅が第9位に入る。また、東京13号線計画とは別に2013年3月16日から渋谷駅で東急東横線との相互直通運転を行っており（後述）、利便性のさらなる高まりにより、東新宿駅などの利用者数をさらに押し上げている。
こうした輸送人員の大幅な増加によって、路線の経営状態も大きく改善している。週刊東洋経済が、国土交通省鉄道局『鉄道統計年報』から営業係数を算出したところ、2008年度の104.3に対し、2013年度は79.5となり、丸ノ内線や南北線を上回る黒字路線へと成長している。
また、2022年1月には東急東横線および2023年3月に開業する東急新横浜線を経由して相模鉄道の相鉄新横浜線と直通運転を行うことが発表された。同年12月には相模鉄道、東急電鉄、鉄道・運輸機構の三社合同で発表し、東急新横浜線・相鉄新横浜線（新横浜駅）の開業日が2023年3月18日に正式決定され、同日から東急新横浜線を経由して相鉄線との相互直通運転を開始した。

### 年表
一部、有楽町線として建設された区間に関するものも含む。
- 1972年（昭和47年）
  - 2月26日：後に共用区間となる成増 - 池袋間の建設工事に着手[27]。
  - 3月1日：都市交通審議会答申第15号において都市高速鉄道第13号線（志木 - 和光市 - 向原 - 池袋 - 新宿）が追加[15][28]。
- 1975年（昭和50年）9月2日：第13号線和光市 - 成増間と池袋 - 渋谷間の地方鉄道敷設免許の申請ならびに第8号線向原 - 池袋間の工事方法一部変更（13号線として別に建設する）する認可を申請[4][29]。
- 1976年（昭和51年）8月11日：第13号線和光市 - 成増間の地方鉄道敷設免許取得ならびに第8号線向原 - 池袋間の工事変更が認可[4][29]。なお、第13号線池袋 - 渋谷間の地方鉄道敷設免許の交付はされなかった[4][29]。
- 1977年（昭和52年）4月8日：建設工事計画変更により、第8号線・第13号線の共用区間である小竹向原 - 新線池袋間の建設工事に着手[30]。
- 1978年（昭和53年）9月1日：同じく共用区間となる和光市 - 成増間建設工事に着手[27]。
- 1983年（昭和58年）6月24日：営団成増（現・地下鉄成増） - 池袋間開業[31]。
- 1985年（昭和60年）
  - 7月11日：運輸政策審議会答申第7号において志木から渋谷に至る路線として再度制定[20]。
  - 8月：第13号線小竹向原 - 池袋（→新線池袋→副都心線池袋）間の建設工事を完了[17]（この時点では未開業）。
- 1987年（昭和62年）8月25日：和光市 - 営団成増（現・地下鉄成増）間開業[32]。
- 1992年（平成4年）5月：第13号線小竹向原 - 池袋（新線池袋、現・副都心線池袋）間の開業に備え、同区間の工事を開始[11][17]。
- 1994年（平成6年）12月7日：小竹向原 - 池袋（新線池袋）間を有楽町線の複々線（有楽町線新線）として開業。ただし、途中の千川駅と要町駅は通過（駅構造物自体は有楽町線建設時に構築済み）[17]。
- 1998年（平成10年）12月17日：1975年以来、免許申請中であった第13号線池袋 - 渋谷間の鉄道事業免許を追加申請[33][報道 4]。山手線の急行線的性格を持たせ、また建設費を削減するために、設置駅を4駅にすると発表[34]。
- 1999年（平成11年）
  - 1月25日：第13号線池袋 - 渋谷間鉄道事業免許取得[35][報道 5]。
  - 5月25日：新千駄ケ谷駅（仮称）を設置する事業基本計画変更を運輸省関東運輸局長に申請[報道 5]。
- 2001年（平成13年）
  - 3月30日：第13号線池袋 - 渋谷間工事施工認可[36]。
  - 5月15日：池袋 - 渋谷間の都市計画を決定[36]。
  - 6月15日：第13号線池袋 - 渋谷間建設工事に着手[36]。
- 2002年 （平成14年）1月29日：東急東横線との直通運転が決定[報道 6][報道 7]。
- 2007年（平成19年）
  - 1月24日：第13号線の路線名称を「副都心線」とし、新規開業区間（池袋駅 - 渋谷駅間）の正式な駅名を発表。池袋駅から順に、雑司が谷（雑司ヶ谷）、西早稲田、東新宿（新宿七丁目）、新宿三丁目、北参道（新千駄ヶ谷）、明治神宮前、渋谷となる（カッコ内は建設中の仮称）[報道 1]。
  - 12月5日：東新宿駅構内でレール締結式[37]、東新宿変電所で通電式を実施[37]。
  - 12月7日：池袋 - 渋谷間で初めて列車入線試験を実施[37]。
- 2008年（平成20年）
  - 3月18日 - 6月1日：池袋 - 渋谷間で乗務員習熟運転を実施[38]。
  - 3月27日：6月14日以降の有楽町線・副都心線のダイヤ概要を発表[報道 8]。副都心線は急行と通勤急行、有楽町線は同線内では初めて通過運転を行う準急の運行開始を発表[報道 8]。
  - 4月16日：副都心線公式試運転が実施される[37]。
  - 6月13日：開業に先がけて新宿三丁目駅構内で修祓式と発車式（開業記念式典）を実施[新聞 1]。
  - 6月14日：副都心線 池袋駅 - 渋谷間が開業[報道 8]。同時に有楽町線のうち小竹向原 - 池袋（新線池袋）間の有楽町線新線を副都心線に編入し、「新線池袋駅」の呼称を終了。東武東上線・西武有楽町線経由西武池袋線との相互直通運転開始[報道 8]。当初予定の2008年3月から3か月遅らせての開業であった。
  - 6月16日：女性専用車を導入[報道 9]。開業後初となる平日ダイヤでの運行日であったが、小竹向原駅を核とした複雑な相互乗り入れにより、終日本路線と有楽町線のダイヤが乱れ、乗り入れ先の東武東上線や西武線の一部列車にも遅れ等が生じた。運行本数の多い朝ラッシュ時間帯において、乗り入れ先からの列車の進入遅れに対する対応の不手際・8両編成と10両編成の混在・乗務員の機器操作不慣れ・誤ったルートを設定したことが大混乱の原因である。また、本路線では各駅停車が東新宿駅を誤通過（誤って通過線に進入）を起こした。一連の混乱はメディアでも大きく取り上げられ話題になった。
  - 11月29日：有楽町線とともにダイヤ改正を実施し、 一部列車の発着時刻・行き先を変更[報道 10]。
- 2010年（平成22年）
  - 3月6日：明治神宮前駅に副駅名「原宿」を併記[報道 11]。ダイヤ改正に伴い、土休日ダイヤに限り同駅に急行が停車するようになる[報道 11]。また、有楽町線では準急を廃止し全列車各駅停車に戻る[報道 11]。
  - 10月16日：地下鉄成増 - 小竹向原間各駅へのホームドア設置により和光市駅を除く副都心線全駅で可動式ホームドア使用開始[報道 12]。
- 2011年（平成23年）
  - 2月23日：地下鉄成増 - 氷川台、小竹向原B線に発車サイン音が導入[39]。
  - 3月14日：同月11日に発生した東北地方太平洋沖地震（東日本大震災）による発電所の停止に伴う電力供給逼迫のため、東京電力が輪番停電（計画停電）を実施。これに伴い、この日から東武東上線・西武有楽町線・西武池袋線との相互直通運転および急行・通勤急行・和光市 - 池袋間の運転が休止される。
  - 4月1日：東武東上線・西武有楽町線・西武池袋線との相互直通運転および急行・通勤急行・和光市 - 池袋間の運転を平日の朝・夕ラッシュ時に限り再開。
  - 6月11日：土休日ダイヤが平常に戻り、東武東上線・西武有楽町線・西武池袋線との相互直通運転および急行・和光市 - 池袋間の運転を全面的に再開。
  - 9月12日：平日ダイヤが平常に戻り、東武東上線・西武有楽町線・西武池袋線との相互直通運転および急行・和光市 - 池袋間の運転を全面的に再開。
  - 10月4日：8時54分ごろ、小竹向原駅でコンクリートが落下し、信号ケーブルを切断する[報道 13]。この影響で小竹向原 - 新宿三丁目間が17時過ぎまで運休し、急行・通勤急行が終日運休[報道 13]。この事故の影響を重く見た国土交通省関東運輸局は東京地下鉄に対して早期の原因究明と再発防止を求める警告文書を発出した。
  - 　12月7日：2時10分ごろ、有楽町線豊洲駅で夜間作業事故が発生し、死傷者が出る。この影響で8時30分過ぎまで運休。
- 2012年（平成24年）
  - 4月21日：和光市駅にホームドアが設置され、7月7日に稼働し全駅稼働および初の有楽町線設置とともに地上駅設置となった[報道 14]。また、同駅に発車メロディが導入され、これにより副都心線全駅に設置された。
  - 7月1日：後述の東急東横線との相互直通運転開始に先立ち、渋谷駅を本格的に2面4線化させるため、この日の始発から同駅3番線と4番線（現6番線）との間に設置されていた仮通路が撤去され、ホーム上で行き来ができなくなる。
  - 9月7日：後述の東急東横線との相互直通運転開始に先立ち、東急5050系4000番台の1編成が副都心線での営業運転を開始。運用は朝1往復のみ。
  - 12月20日：雑司が谷駅 - 渋谷駅間で携帯電話の利用が可能となる[報道 15]。
  - 12月26日：千川駅 - 要町駅間で携帯電話の利用が可能となる[報道 16]。
- 2013年（平成25年）
  - 2月21日：要町駅 - 雑司が谷駅間で携帯電話の利用が可能となる[報道 17]。
  - 3月16日：ダイヤ改正により、東急東横線・横浜高速鉄道みなとみらい線との相互直通運転開始[報道 18][報道 19][報道 20][報道 21][報道 22][報道 23][報道 24]。
  - 3月18日：東横線・みなとみらい線との相互直通運転開始に伴い、平日ダイヤにおける女性専用車の運用時間変更ならびに設定区間拡大を実施[報道 19]。
  - 3月21日：和光市駅 - 千川駅間で携帯電話の利用が可能となる[報道 25]。
- 2014年（平成26年）3月15日：ダイヤ改正を実施し、平日早朝に小竹向原駅において有楽町線新木場行からの接続改善、平日6時台から7時台にかけて渋谷方面からの新宿三丁目行を2往復増発[報道 26]。
- 2015年（平成27年）3月28日：和光市 - 小竹向原間のワンマン運転が開始される[報道 27]。
- 2016年（平成28年）3月26日：ダイヤ改正と合わせ、愛称「Fライナー」を使用開始。
- 2017年（平成29年）3月25日：ダイヤ改正、「S-TRAIN」の運行を開始するとともに、西武40000系が営業運転を開始。
- 2019年（平成31年）3月16日：ダイヤ改正により、東武東上線との直通運転区間を小川町駅まで延長[報道 28][報道 29]。
- 2021年（令和3年）2月21日：17000系が営業運転開始[報道 30][新聞 2]。
- 2023年（令和5年）3月18日：ダイヤ改正により、東急東横線を経由して東急新横浜線・相鉄線との相互直通運転開始[報道 2][報道 3][報道 31][報道 32][報道 33][報道 34][報道 35][報道 36]。明治神宮前駅が通勤急行の停車駅となる[報道 31]。

## 運行形態

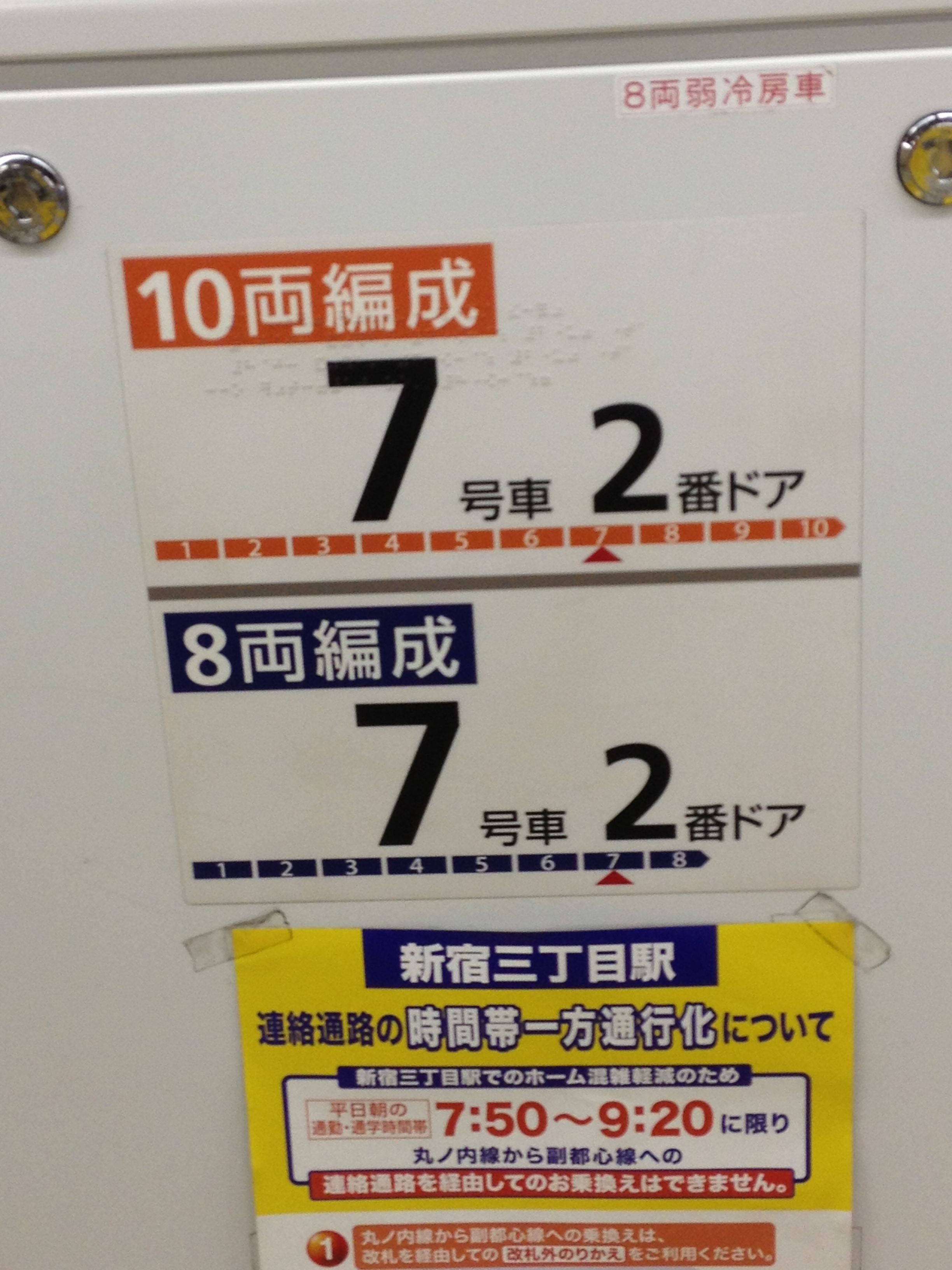
地下鉄成増駅にある案内（2013年7月）

副都心線の急行・通勤急行は全列車10両編成、各駅停車は大部分が8両編成である。10両編成と8両編成では停止位置が異なることから、駅の時刻表・発車標・接近放送では列車の編成両数も案内されている。また、乗り入れ先である渋谷駅からの東急東横線、東急線経由での相鉄線（東急新横浜線、相鉄新横浜線経由相鉄本線、いずみ野線）、小竹向原駅からの西武線（西武有楽町線経由池袋線）、和光市駅からの東武東上線内において種別が変わる列車が多数設定されているため、乗り入れ先の路線内の種別も案内される。
副都心線の終点である渋谷駅からは和光市発の終電を除き全列車が東急東横線に乗り入れる。そのうち大半の列車は東横線の終着駅である横浜駅から先、横浜高速鉄道みなとみらい線元町・中華街駅、または日吉駅から東急新横浜線、相鉄新横浜線、相鉄本線、いずみ野線を経由して湘南台駅（平日朝は西谷駅、大和駅、平日・土休日の早朝・夜間は入出庫の関係で海老名駅）まで乗り入れる。なお、東横線・みなとみらい線には副都心線に乗り入れない列車（渋谷駅折り返し）が終日にわたり多数設定されている。
日中は30分サイクルのパターンダイヤで運行されている。その間に急行が15分間隔で2本、各駅停車は間隔不定で5本あり、このうち1本は池袋駅で東横線方面に折り返す。
日中の運行パターンは下表のとおり。参考のため、和光市 - 小竹向原の線路共用区間を走る有楽町線の列車も記載する。
| 路線名                               | 運行本数 | 東武東上線 西武線 方面 | 東武東上線 西武線 方面 | 東京メトロ 副都心線 | 東京メトロ 副都心線 | 東京メトロ 副都心線 | 東京メトロ 副都心線 | 東京メトロ 副都心線 | 東京メトロ 副都心線 | 東京メトロ 副都心線 | 東京メトロ 副都心線 | 東急東横線 | 東急東横線 | 東急東横線 | 東急東横線 | 東急東横線 | みなと みらい線 | みなと みらい線 | みなと みらい線 | 備考                                                                            |
| 駅名 ＼ 種別                         | 運行本数 | 東武東上線 西武線 方面 | 東武東上線 西武線 方面 | 和光市              | …                   | 小竹向原            | 小竹向原            | …                   | 池袋                | …                   | 渋谷                | 渋谷       | …          | 日吉       | …          | 横浜       | 横浜            | …               | 元町・中華街    | 備考                                                                            |
| ------------------------------------ | -------- | ---------------------- | ---------------------- | ------------------- | ------------------- | ------------------- | ------------------- | ------------------- | ------------------- | ------------------- | ------------------- | ---------- | ---------- | ---------- | ---------- | ---------- | --------------- | --------------- | --------------- | ------------------------------------------------------------------------------- |
| 急行 （Fライナー）                   | 2本      | ←森林公園              | ←森林公園              |                     |                     |                     |                     |                     |                     |                     |                     |            |            |            |            |            |                 |                 |                 | 西武線・東武線内（Fライナー）快速急行 東急線・みなとみらい線内（Fライナー）特急 |
| 急行 （Fライナー）                   | 2本      | ←小手指                | ←小手指                | ←小手指             | ←小手指             |                     |                     |                     |                     |                     |                     |            |            |            |            |            |                 |                 |                 | 西武線・東武線内（Fライナー）快速急行 東急線・みなとみらい線内（Fライナー）特急 |
| 各駅停車 （相鉄線直通系統）          | 1本      | ←川越市                | ←川越市                |                     |                     |                     |                     |                     |                     |                     |                     |            |            |            | 湘南台→    | 湘南台→    | 湘南台→         | 湘南台→         | 湘南台→         | 東急線内急行                                                                    |
| 各駅停車 （相鉄線直通系統）          | 1本      |                        |                        |                     |                     |                     |                     |                     |                     |                     |                     |            |            |            | 湘南台→    | 湘南台→    | 湘南台→         | 湘南台→         | 湘南台→         | 東急線内急行                                                                    |
| 各駅停車 （みなとみらい線 直通系統） | 2本      |                        |                        |                     |                     |                     |                     |                     |                     |                     |                     |            |            |            |            |            |                 |                 |                 | 東急線・みなとみらい線内急行                                                    |
| 各駅停車 （みなとみらい線 直通系統） | 2本      |                        |                        |                     |                     |                     |                     |                     |                     |                     |                     |            |            |            |            |            |                 |                 |                 |                                                                                 |
| 各駅停車 （みなとみらい線 直通系統） | 2本      | ←石神井公園            | ←石神井公園            | ←石神井公園         | ←石神井公園         |                     |                     |                     |                     |                     |                     |            |            |            |            |            |                 |                 |                 |                                                                                 |
| 各駅停車 （みなとみらい線 直通系統） | 2本      |                        |                        |                     |                     |                     |                     |                     |                     |                     |                     |            |            |            |            |            |                 |                 |                 |                                                                                 |
| 有楽町線 各駅停車                    | 2本      | ←川越市                | ←川越市                |                     |                     |                     |                     | 新木場→             | 新木場→             | 新木場→             | 新木場→             | 新木場→    | 新木場→    | 新木場→    | 新木場→    | 新木場→    | 新木場→         | 新木場→         | 新木場→         |                                                                                 |
| 有楽町線 各駅停車                    | 4本      |                        |                        |                     |                     |                     |                     | 新木場→             | 新木場→             | 新木場→             | 新木場→             | 新木場→    | 新木場→    | 新木場→    | 新木場→    | 新木場→    | 新木場→         | 新木場→         | 新木場→         |                                                                                 |

### 相互直通運転

#### 東武東上線直通
2008年6月14日の開業当初より、和光市駅から東武東上線への直通運転を行っている。当初は森林公園駅までであったが、2019年3月16日のダイヤ改正で小川町駅まで延長された。急行・通勤急行・各駅停車の全種別で運転されている。東上線内の種別は当初全列車が「普通」であったが、2016年3月26日以降は日中時の急行が東上線内も「急行」となったほか、土休日の一部列車は「快速急行」となった。その後、2023年3月18日より副都心線急行の大部分は東上線内を「快速急行」として運転することになり、従来のように「急行」として運転される列車は少数となっている。
2016年3月26日のダイヤ改正までは基本的に川越市駅発着列車が運転され、森林公園駅発着列車は駅構内に隣接する森林公園検修区への出入庫を兼ねた朝と夜の東武車に限られていた。2013年3月16日のダイヤ改正以降、日中は川越市駅発着の急行（東上線内普通）が30分間隔で運転されていたが、2016年3月26日のダイヤ改正以降は、森林公園駅発着（東上線内急行）に変更された。また、2019年3月16日のダイヤ改正より、土休日ダイヤのみ朝の一部列車が小川町駅発着となった。なお、前述の通り、日中の森林公園駅発着の急行は2023年3月より東上線内を快速急行として運転している。
平日ダイヤのみ、朝と夕方以降の一部列車に志木駅発着の列車が存在する。こちらは8両編成でも運転されている。
相模鉄道の車両（20000系）は、2023年3月時点では東武線内には乗り入れず、副都心線和光市駅までの乗り入れにとどまっている。

#### 西武線直通
2008年6月14日の開業当初より和光市方面と分岐する形で、小竹向原駅から西武有楽町線を経由して西武池袋線飯能駅まで直通運転を行っている。小竹向原以南では急行と停車駅が同じであることから通勤急行の直通はなく、急行・各駅停車のみが運転される。西武線内の種別は快速急行・快速・準急・各駅停車のいずれかとなる。
2013年3月16日のダイヤ改正以降、日中時間帯の急行は西武線内の種別が「快速」から「快速急行」に格上げされた。この時間帯は、急行（西武線内快速急行）と各駅停車（西武線内各駅停車）が2本ずつ30分間隔で運行されており、2022年3月ダイヤ改正までは1時間に小手指駅・飯能駅発着の急行がそれぞれ1本ずつ、保谷駅・石神井公園駅発着の各駅停車がそれぞれ1本ずつであった。2013年改正以前は、飯能駅発着の急行（西武線内快速）と石神井公園駅発着の各駅停車がそれぞれ30分間隔で運行されていた。2022年ダイヤ改正より、日中の西武線直通急行は小手指発着の快速急行、各駅停車は石神井公園行きとして運転し、うち1本は西武線内は準急となる。平日夕方の西武線直通列車は2020年3月改正前までは飯能行きの急行（西武線内快速）が18 - 20時台まで毎時2本運転されていた。2020年3月改正で20時台の1本と2022年3月改正の18・19時台の各1本ずつが所沢行きや小手指行き（西武線内準急→2025年に西武線内各駅停車に格下げ）に変更、2023年3改正で清瀬行き（西武線内各駅停車）が各駅停車から急行に格上げされたことで19時台のみ急行が3本になっている。
西武線内で各駅停車となる列車は終日運転されており、日中は前述の通り石神井公園駅発着が設定されている。朝・夕には保谷駅、清瀬駅・所沢駅・小手指駅発着の列車が設定されている。2025年3月15日のダイヤ改正で平日夕方時間帯の急行は飯能行きを除いた全列車が西武線各駅停車となった。
西武線内で準急となる列車は石神井公園駅・清瀬駅・所沢駅・小手指駅・飯能駅発着が、西武線内で快速となる列車は飯能駅発着と平日に所沢行きが、西武線内快速急行となる列車は所沢駅・小手指駅・飯能駅発着が設定されている。
2017年3月25日より有料座席指定列車「S-TRAIN」が運行されている。

##### 西武ドームへの観客輸送
西武ドームにおいてプロ野球の試合などの大規模イベントが開催される場合は、一部の小手指行きの急行（みなとみらい線・東横線内特急、西武線内快速急行のFライナー）を西武球場前行きの急行（みなとみらい線・東横線内特急、西武線内快速）に変更する。この場合、代替としてひばりヶ丘始発の快速急行小手指行きが運行され、当該列車は「Fライナー」を名乗らない。

#### 東急東横線・みなとみらい線直通
2013年3月16日のダイヤ改正より、新たにもう一方の終端駅である渋谷駅で東急東横線と東横線の終点である横浜駅から横浜高速鉄道みなとみらい線に乗り入れ、元町・中華街駅までの相互直通運転を開始した。
副都心線の渋谷側では、渋谷発和光市行き2本または4本（早朝の初電1本のほか、平日の夕方の各駅停車1本、土休日夕方以降の各駅停車2本と急行1本）と和光市始発の渋谷行き終電を除く全列車が東急東横線との相互直通運転を行う。日中時間帯は、副都心線内急行は東横線内で特急として、副都心線内各駅停車のうち1時間に4本は東横線内で急行として運転する。一方、東横線からの各駅停車が8本あるうち1時間に2本が池袋行き、2本が渋谷駅発着（副都心線へ乗り入れない）となっている。
東横線内で特急・通勤特急として運転されている列車は横浜駅および元町・中華街駅発着で各社の10両編成での運行されるが、土休日1本のみ特急横浜行きが設定されている（横浜駅には2番線に到着し、1番線に停車中の各駅停車元町・中華街行きに接続）。
東横線内で急行として運転されている列車は元町・中華街駅発着の列車と相鉄線直通列車が大半を占めるが、武蔵小杉駅・菊名駅発着の列車も設定されている。
東横線内で各駅停車として運転されている列車は元町・中華街駅発着が中心だが、一部列車は武蔵小杉駅・元住吉駅・菊名駅および横浜駅発着で運転される。
この相互直通運転開始は東横線渋谷駅 - 代官山駅間の地下化にあわせて行われ、副都心線渋谷駅は開業当初から東京急行電鉄（当時）の100%子会社である東急レールウェイサービスが東急田園都市線（および半蔵門線）の駅と一体的に駅管理業務を行っていた。駅構内の旅客向け案内板や発車標などは東急仕様であるが、接近放送と発車メロディは東京地下鉄のものが使用されていた。現在でも副都心線として出発する電車には東京地下鉄仕様の発車メロディと注意喚起放送が使われている。
副都心線との相互直通運転開始以前の東横線とみなとみらい線はすべての列車が8両編成であったが、副都心線への乗り入れを機に速達列車（特急・通勤特急・急行）を一部列車を除き10両編成に増強するため、東横線とみなとみらい線の速達列車停車駅では10両編成の列車が停車できるようにホーム延伸工事を行った。ただし、各駅停車は従来通り8両編成での運転となる。副都心線開業当初から各駅停車に8両編成の運用が存在していたのはこのためである。
空港連絡鉄道として検討されている蒲蒲線（新空港線）について大田区が作成したパンフレットでは、東横線・東急多摩川線を介して副都心線と京急蒲田駅方面と直通運転が可能となる旨の記述がある。

#### 東急線経由・相鉄線直通
2023年3月18日の東急新横浜線・相鉄新横浜線全線開業に伴い、相鉄線との直通運転を開始した。平日朝ラッシュ時の都心方面行きと夕ラッシュ時の相鉄線方面行きは最大毎時4本、ラッシュ時の逆方向は毎時3本、平日昼間及び土休日は毎時2本程度が運転される。ほとんどは相鉄いずみ野線・湘南台駅を発着駅とし、副都心線内新宿三丁目駅・池袋駅・和光市駅折り返しのほか、東武東上線へ乗り入れる列車も運転される。早朝の都心方面行きと夜間の相鉄方面行きには相鉄本線・海老名駅発着の列車が運転される。
相鉄線直通列車は全列車が東急線内を急行として、10両編成を使用して運転される。運用は東急電鉄または相模鉄道の車両に限定される。西武線と直通する列車は運行されていない。

### 列車種別
副都心線では以下の種別の列車が運転されている。 副都心線内の現行の停車駅は 「駅一覧」を参照。S-TRAINを含め当線内でも速達運転を行う優等種別が日本の地下鉄で初めて3種類運行されている。

#### S-TRAIN
2017年3月25日より土休日に運行を開始した座席指定列車。みなとみらい線元町・中華街駅 - 西武秩父線 西武秩父駅間で運行される。乗車には座席指定券が必要で、途中渋谷駅・新宿三丁目駅・池袋駅に停車する（他に乗務員交代のため小竹向原駅に運転停車）が、副都心線内のみの座席指定券は発行されない。また、池袋駅からの乗車は出来ない。日本の地下鉄線内での座席指定列車の運行は千代田線で運行されている「特急ロマンスカー」以来2例目となる。
なお、平日は有楽町線直通（豊洲駅発着）となり、副都心線には乗り入れない。

#### 急行
東京地下鉄の路線では、東西線の快速から2例目となる地下鉄線内無料速達列車として、和光市駅 - 渋谷駅間の全線で急行運転を行っており、全列車が10両編成で運行される。
定期ダイヤでは、東新宿駅で大部分の急行が各駅停車を追い抜く。そのため、南行は新宿三丁目駅で直後の各駅停車（東横線・みなとみらい線内急行）に、北行は池袋駅で同じく直後の各駅停車に接続する。有楽町線との接続駅である小竹向原駅では、東武東上線方面発着の急行と和光市発着の各駅停車（有楽町線直通）・その直後の西武線方面発着の各駅停車（有楽町線直通）、または西武線方面発着の急行（西武線内は定期列車では急行以外の種別）と東武東上線方面の各駅停車（有楽町線直通）が接続する。また、渋谷駅では東横線方面は西武線からの列車と池袋発の元町・中華街行きが、東上線からの列車が渋谷駅始発の元町・中華街行きと、和光市方面は東上線直通列車が池袋行きと接続する。日中時間帯は渋谷駅から先の東横線内は「特急」に、西武線直通列車は小竹向原から「快速急行」に、東武東上線直通列車は和光市より「快速急行」となる。この組み合わせの列車種別で運行される列車は「Fライナー」の愛称が付く。2016年3月25日までは、東武東上線直通列車の東上線内種別は「普通」であった。
池袋駅 - 渋谷駅間の所要時間は、速達列車の急行・通勤急行が埼京線・湘南新宿ラインと同等の11分である。朝と夜間に和光市発着がある以外は東武東上線または西武池袋線に直通運転を行っているほか、全列車が東急東横線・みなとみらい線に直通運転を行っている。
東武東上線直通列車は主に森林公園駅発着で運転され、一部は川越市駅・小川町駅発着も運行されている。川越市駅発着列車は和光市駅で種別を「普通」に、森林公園駅発着列車は「普通」「急行」「快速急行」、土休日のみ運転の小川町発着列車は「急行」「快速急行」のいずれかに変更する。日中は北行・南行とも小竹向原駅で和光市駅 - 有楽町線新木場駅間の各駅停車に連絡する。
西武池袋線直通は主に小手指駅発着が運行されているが、一部列車は保谷駅・清瀬駅、石神井公園駅、飯能駅からも運行されている。小竹向原駅で種別を「各停」「準急」「快速」「快速急行」（快速急行は2013年3月から）のいずれかに変更する。日中は南行が小竹向原駅で東武東上線川越市駅 - 有楽町線新木場駅間の各駅停車に連絡、北行が川越市駅および和光市駅始発の湘南台行きと連絡し、新木場行きは直後に到着する。
東急東横線・みなとみらい線直通列車は土休日2本の菊名駅発を除く全列車が元町・中華街駅発着で運転されており、渋谷駅で種別を「特急」「通勤特急」「急行」のいずれかに変更する。東武東上線 - 相鉄線直通列車は海老名駅発の小川町行きが、森林公園駅発の湘南台行きが土休日各1本ずつ設定されており、相鉄線内は特急、東急線内は急行、東武線内は快速急行で運転される。
また、副都心線内発着として和光市駅発着が設定されている。
2016年3月26日のダイヤ改正より明治神宮前駅が平日・土休日を問わず急行の停車駅となり、併せて東武東上線で急行または西武線内で快速急行、副都心線内で急行、東急東横線・みなとみらい線内で特急の組み合わせとなる列車に限り「Fライナー」の愛称が付与されている。
なお明治神宮前駅への停車によって、連続停車のない種別（都営地下鉄新宿線の急行などがある）ではなくなったほか、東京メトロ他路線と接続するすべての駅に停車するようになっている。
このほか、2023年3月のダイヤ改正で「Fライナー」の東武線内種別が「急行」から「快速急行」へ格上げされた。

##### 明治神宮前駅停車に伴う種別表示の変化

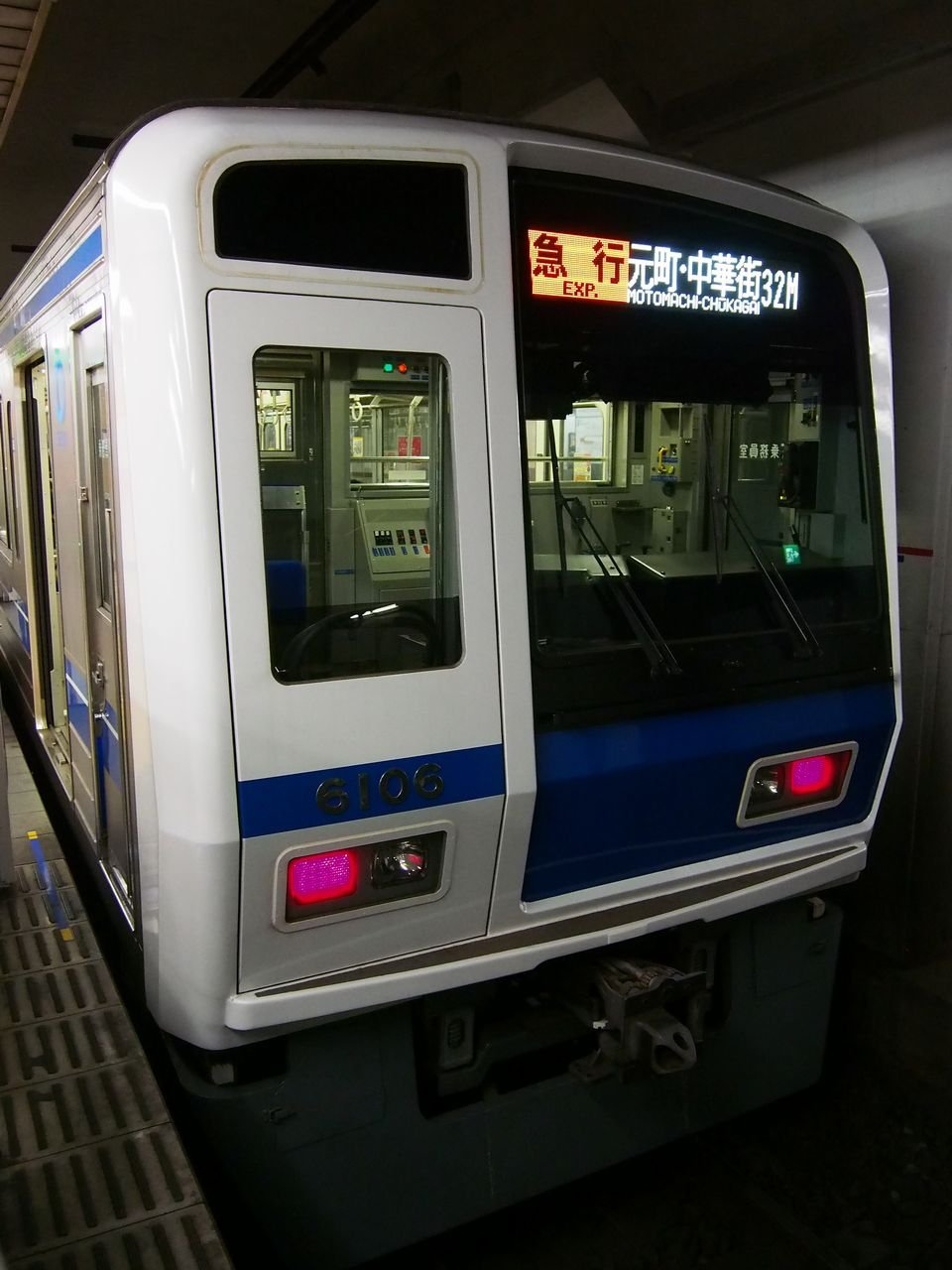
2010年3月から2023年初頭頃まで見られた黒文字の「急行」表示

2010年3月6日のダイヤ改正より土休日の列車のみが、2016年3月26日のダイヤ改正より平日を含む全列車が、明治神宮前駅へ停車するようになった。この間、土休日と平日とで停車駅が異なるものとなっていた。
このときは車両側の種別表示が分けられており、平日は従来通り3色LEDでは赤文字、幕やフルカラーLEDでは赤系の地色に白文字、新たに明治神宮前に停車する土休日は黒文字となっていた。全列車が同駅に停車するようになってからは全て黒文字となったが、これと同時に新設された「Fライナー」用の表示（F急行）では白文字となっている。その後、2023年3月のダイヤ改正への対応改修により、全て元の表示へ統一された。

#### 通勤急行

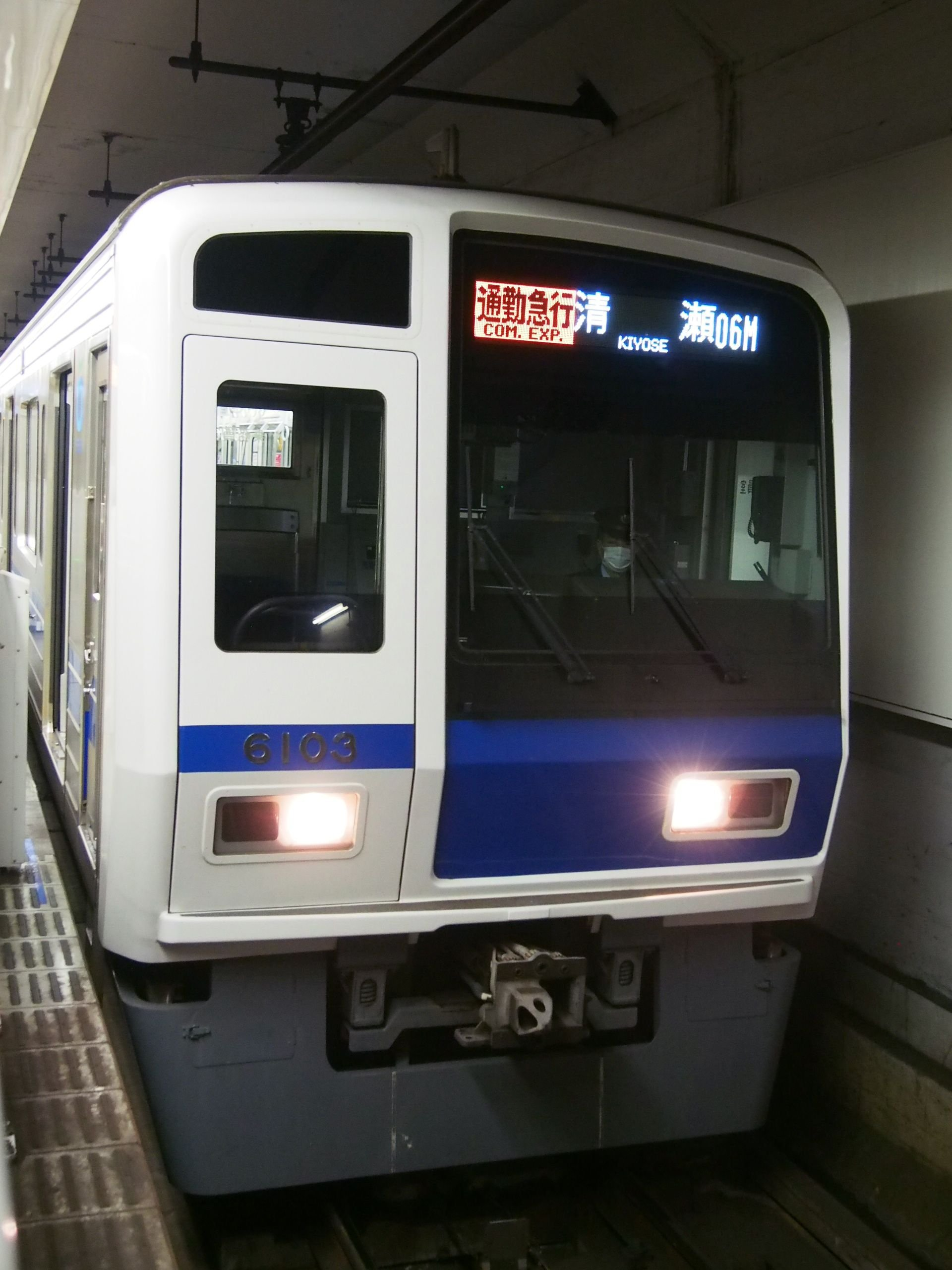
西武線直通の通勤急行は2016年から2023年まで存在した。なお西武車による和光市着発の通勤急行は別途存在する。
（2016年3月31日 池袋駅）

平日の朝夕ラッシュ時に運行される。和光市駅 - 小竹向原駅間は各駅に停車し、小竹向原駅 - 渋谷駅間で通過運転を行う。車両や駅の種別表示では「通勤急行」または「通急」と案内されるが、北行の小竹向原駅 - 和光市駅間は全列車が和光市まで各駅に停車するため、その区間では各駅停車として案内されている。なお朝に数本、東上線内で優等運転を行う列車もあり、この場合はその旨も案内される。全列車が10両編成で運行される。急行と同様に東新宿駅で各駅停車を追い抜く。
基本的にオレンジに黒文字で表示される。
小竹向原 - 渋谷間の停車駅は基本的に急行と同じである。このため、西武線直通列車は運行時間帯に関わらず全て急行または各駅停車で運転される。なお、明治神宮前駅への停車は急行よりも遅い2023年3月18日のダイヤ改正より行われており、これ以前は一時的に急行と停車駅の相違があった（休日：2010年以降、平日：2016年以降）。この期間に限り、西武線直通の通勤急行も運転されている。
東武東上線内の種別は普通が中心で、一部列車は快速急行および急行になる列車が設定されている。川越市駅（普通のみ）・森林公園駅発着が存在する。
東急東横線・みなとみらい線直通は大多数の列車が元町・中華街駅発着で運転され、渋谷駅で特急・通勤特急・急行のいずれかに種別が変わるが、急行の一部列車は武蔵小杉駅・菊名駅・横浜駅発が設定されている。相鉄線直通については海老名駅（発のみ）・湘南台駅・西谷駅（発のみ）発着が設定されている。相鉄線内は特急・通勤特急・各停で運転され、東急線内では急行で運転される。湘南台駅発の1本は相鉄車で運転され、それ以外の列車は東急車で運転される。

#### 各駅停車
駅・車両の種別表示でも現在は「各駅停車」と案内される。池袋駅 - 渋谷駅間の所要時間は山手線と同等の16分である。基本的に東京メトロ車・東急車・横浜高速車の8両編成で運行されるが、東急東横線に直通しない、もしくは渋谷駅で種別変更する一部の列車は各社の10両編成で運行される（東横線・みなとみらい線内の急行通過駅の有効長は8両なので、東横線内各駅停車の列車は必然的に8両となる）。車両の編成はダイヤによって決まっており、駅の時刻表において数字が四角で囲まれている列車が8両編成である（ただし、検査による車両不足やダイヤ乱れの場合は8両編成運用を10両編成で代走する場合がある）。開業時から全列車が東新宿駅で待避線に入っていたが、通過線側の壁が撤去されたため2015年5月30日より急行・通勤急行の通過待ちを行わない列車は東新宿駅でも本線に入線するようになった。基本的に東横線内で急行となる列車が東新宿駅で急行（東横線内特急）・通勤急行の通過待ちを行う。東横線内で各駅停車となる列車は日中以外に通過待ちする列車もあるが、大半が副都心線内は渋谷駅（ほとんどが東横線自由が丘駅まで）・小竹向原駅まで先行する。
日中の時間帯の各駅停車は東横線内で急行となる列車が和光市発着4本（本線系統・相鉄線直通系統各2本）、副都心線内から元町・中華街まで各駅停車となる池袋駅 - 元町・中華街駅間運転が2本、和光市駅発着2本、西武線直通が2本運行される。東横線内で急行となる列車は前述通り東新宿で通過待ちを行い、池袋発着は渋谷駅で東横線方面は西武線からの特急と、和光市方面は東上線直通の急行と接続する。
2017年3月25日のダイヤ改正から、東横線・みなとみらい線内で急行になる列車のうち、東新宿駅でS-TRAINのみの通過待ちを行う列車が設定された。この場合、料金不要列車として渋谷駅・小竹向原駅まで先着する。
基本的に和光市駅・池袋駅発着で東急東横線・みなとみらい線直通と、みなとみらい線・東急東横線 - 副都心線 - 西武池袋線直通で運転されるが、朝夕を中心に新宿三丁目駅発着東急東横線・みなとみらい線直通、和光市より先の東武東上線に直通する列車もある。そのほか、小竹向原発元町・中華街行きが早朝1本、副都心線内のみを運転する渋谷発和光市行きが平日2本、土日は急行1本と各駅停車3本、和光市始発渋谷行き終電が毎日1本、千川発武蔵小杉行きが平日1本、元町・中華街行きが平日1本設定されている。
東武東上線直通は志木駅（平日のみ）を中心に一部列車は川越市駅・森林公園駅発着で運転される。和光市駅では、東上線内急行として運転する平日の1往復を除いたすべての列車が種別を「各停」から「普通」に変更する。8両編成はすべて志木駅発着で運転される。
西武線直通は保谷駅・石神井公園駅（一部列車は清瀬駅・所沢駅・小手指駅・飯能駅）発着で運転される。日中は石神井公園駅発着が設定されている。基本的に8両編成で運転されているが、一部は10両編成で運転される。小竹向原駅で種別を快速急行・快速・準急に変更する列車が存在し、副都心線を挟み西武線内準急、東横線・みなとみらい線内急行などとして両端で優等運転する列車も存在する。東横線内急行のため、東新宿駅で通過待ちを行う。
東急東横線直通は、日中は元町・中華街駅発着で運行されるが、朝晩を中心に武蔵小杉駅・元住吉駅（最終のみ）、菊名駅と横浜駅止まりの列車も存在する。一部列車は渋谷駅で種別を急行・特急・通勤特急に変更する。ホーム有効長の関係上、東横線内各駅停車となる列車はすべて8両編成で運転され、東武車、西武車の運用はない。
種別色は基本的に青色や白黒で表記されるが、駅や車両により異なる。

### ダイヤの乱れ
東京メトロ副都心線は、乗り入れ先を含め、副都心線あるいは有楽町線で何らかの運行障害が発生すると、その影響を受けやすいとともに運行形態が大きく変わる。
運行障害が発生すると、以下のように切り替わる。
- 副都心線はワンマン運転という運行システムの都合上、和光市駅 - 小竹向原駅 - 千川駅間は有楽町線のみ間引き運転となり、千川駅 - 東急東横線方面間で折り返し運転を全列車各駅停車で行う運行形態へと変更される（通勤急行と急行はダイヤの乱れが収まるまで運行休止）。
- 乗り入れ先の東横線・みなとみらい線内は10両編成で各駅停車の運用に就くことができないため、10両編成の車両はダイヤの乱れが収まるまでの間一時的に同線内の待避可能な駅に留置または元住吉車庫に入庫する。このような状況の時は、東武東上線及び西武池袋線への乗り換えは池袋駅で、小竹向原駅 - 和光市駅間への乗り換えは要町駅または千川駅で行う。8両編成はそのまま運行を続ける処置をとるか運行間隔の調整を行う。
- 乗り入れ先の西武池袋線内または東武東上線内で運行障害が発生し、そのダイヤ乱れが本路線まで影響が出る場合は、一旦直通運転を打ち切る。その場合、西武線直通または東武東上線直通列車のみ急行は池袋駅または和光市駅 - 東急東横線方面間、各駅停車は池袋駅や千川駅で折り返し運転を行う。

副都心線開業当初はダイヤの乱れが発生した場合は、小竹向原 - 渋谷間で折り返し運転を行っていたが、小竹向原駅での案内が不十分であったために、乗客がなかなか降車せず、ダイヤの乱れが増大した。このため池袋 - 渋谷間での折り返し運転に変更された。しかし、池袋駅の副都心線ホームと有楽町線ホームが離れているため、改札外乗り換えとなっており、乗り換えるのに少々不便を強いられた。その後、小竹向原駅の連絡線工事が進展したことにより、小竹向原駅の千川寄りの配線を使用して折り返せるようになったことから、2013年（平成25年）の工事終了翌日以降は現行の形態となり、有楽町線・副都心線の乗り換えは千川駅での階段の昇り降りで済むようになった。

## ワンマン運転とホームドア
開業当初から小竹向原駅 - 渋谷駅間でATOによるワンマン運転を実施しており、2015年3月28日から和光市駅 - 小竹向原駅間もワンマン運転を実施している。なお、10両編成でのワンマン運転は本路線が日本国内では初めてである（8両編成までのワンマン運転は都営大江戸線などの例がある）。
また、小竹向原駅 - 渋谷駅間では開業時から京三製作所製のハーフハイトタイプのホームドアが設置されていた（小竹向原と池袋では2008年4月1日使用開始）。その後、地下鉄成増駅 - 氷川台駅間にも2010年10月までにホームドアが設置された後、和光市駅にも2012年4月に設置（同年7月7日使用開始）され、全駅にホームドアが設置された。東京地下鉄におけるホームドア採用例は南北線、千代田線支線（北綾瀬線）、丸ノ内線分岐線に次ぐ4路線目である。
副都心線は南北線とは異なり、車両がホームドアの設置を考慮したものではなく、車両によってドアの位置が多少異なるという難点があり、ドア位置の異なる車種へ対応するため、ホームドア開口幅は2,480 mmと大きいものとなった。ホームドアの最も長いもので片側1,680 mmとなり、従来の片側戸袋部分にドアが収納できないことから、収納時のホームドアが戸袋部で重なる方式となった。ホームドアは大中小3種類の大きさがある。
車両とホームとの隙間が大きい駅では可動式ステップを設置している。これは列車が到着し、開扉時に自動でステップが張り出すもので、ホームドアが閉扉されるとステップも自動で収納される。また、この可動ステップが張り出しているときはATCにより、停止信号を現示し、列車が発車できないように制御されている。

## 車両

### 自社車両
全車両、和光検車区所属。

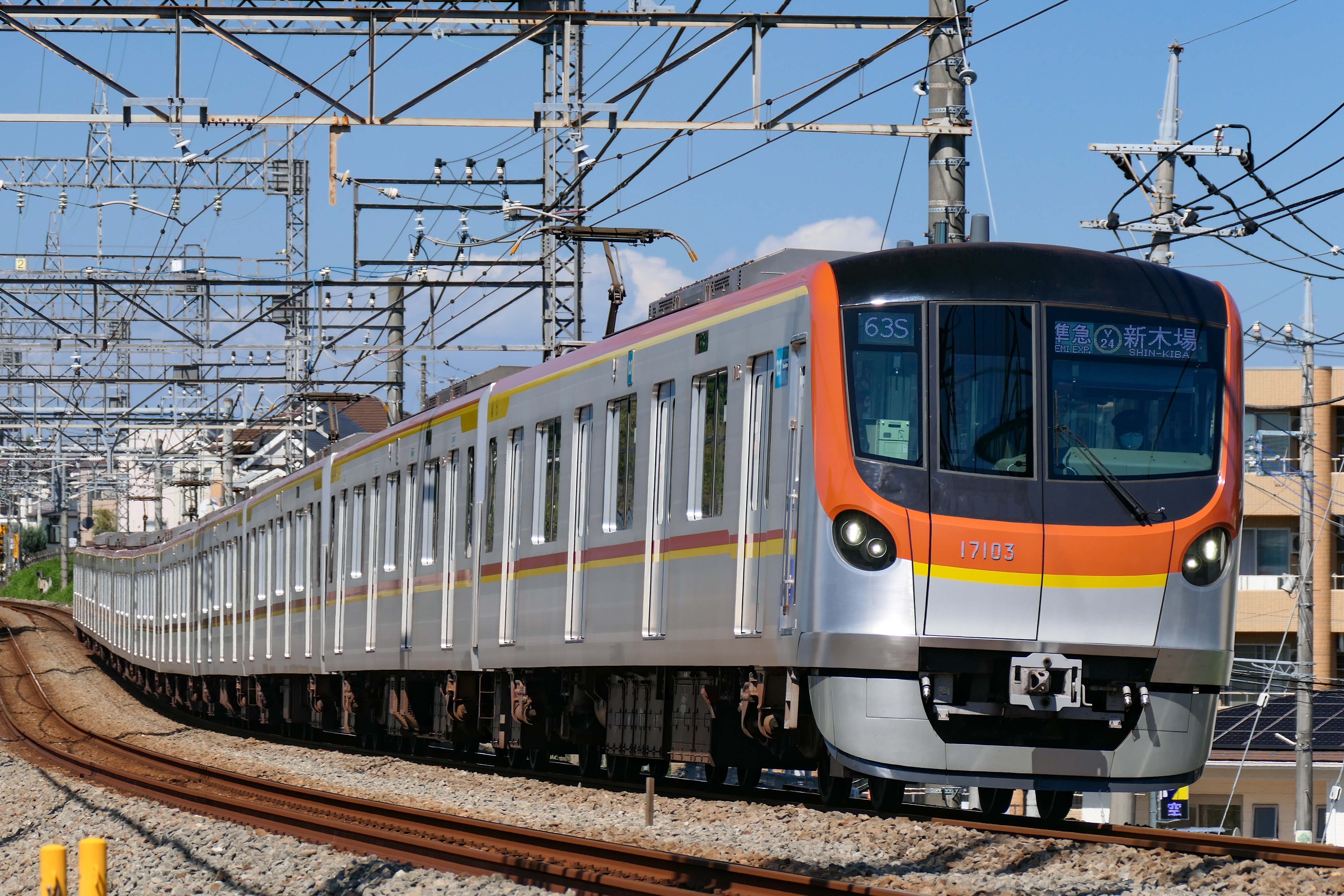
17000系
2021年2月21日に運行開始[報道 30][新聞 2]。7000系を置き換えた[報道 30][報道 42]。
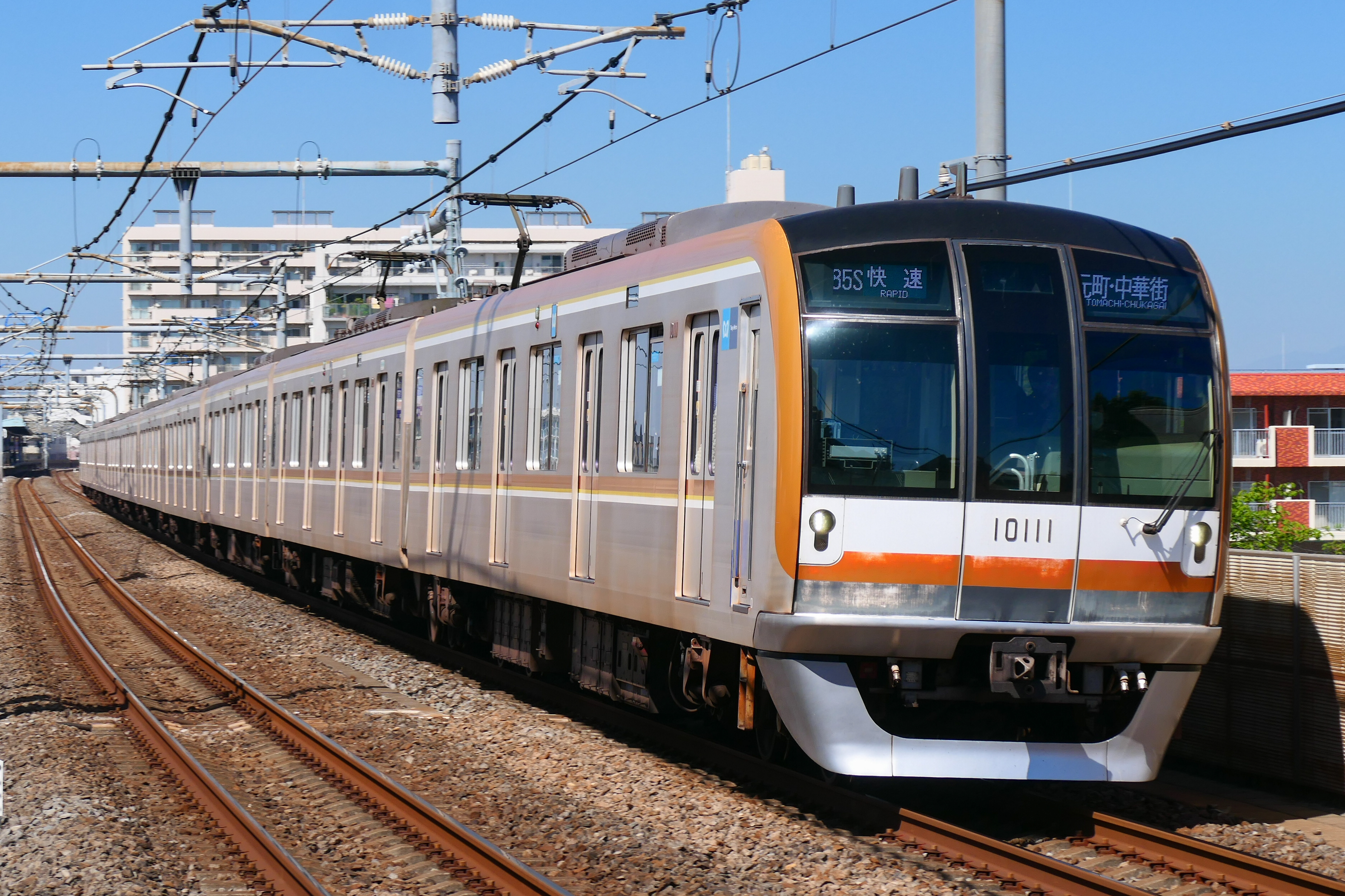
10000系
池袋 - 渋谷間の開業に合わせて製造された東京地下鉄発足後初の新系列車両。2006年（平成18年）9月1日から有楽町線で営業運転を開始し、翌2007年度までに10両編成20本（200両）を、開業までにさらに10両編成2本（20両）を配備した。最終的には2010年（平成22年）1月までに10両編成36本（360両）が落成し、増備が完了した。副都心線用ドア位置は有楽町線と共用である。
なお、副都心線のラインカラーに合わせて帯色が茶色になっている。ただし、1次車の第04編成までは有楽町線との共通運用という点も踏まえて茶色の帯の下に細いゴールドの帯も追加されている。
第01 - 05編成は中間車2両を抜いた8両編成での運行も可能なため、8両編成が不足する場合は8両化して運用される場合がある。

- 17000系
- 10000系

#### 過去の車両
- 7000系
有楽町線用車両として製造されたが、そのうち改造編成が本路線で運用されていた。東急東横線・横浜高速鉄道みなとみらい線の各停のみ停車する駅は基本的に10両編成対応工事を行わないため、両線との相互直通運転の各駅停車用車両として、第03・09・13・15・16・19 - 20・27 - 34編成を8両編成化するとともに帯色を10000系と同様の帯に変更し、副都心線専用車用の改造が実施された。
また、一部の編成は10両編成のまま副都心線対応工事が行われたが、帯色を10000系と同様の帯に変更されている。最終的に副都心線専用の8両編成が15本（120両）、有楽町線と副都心線兼用の10両編成が6本（60両）の体制になり、残りの7000系は廃車された。
2022年4月をもって定期運用を終了した[報道 43]。

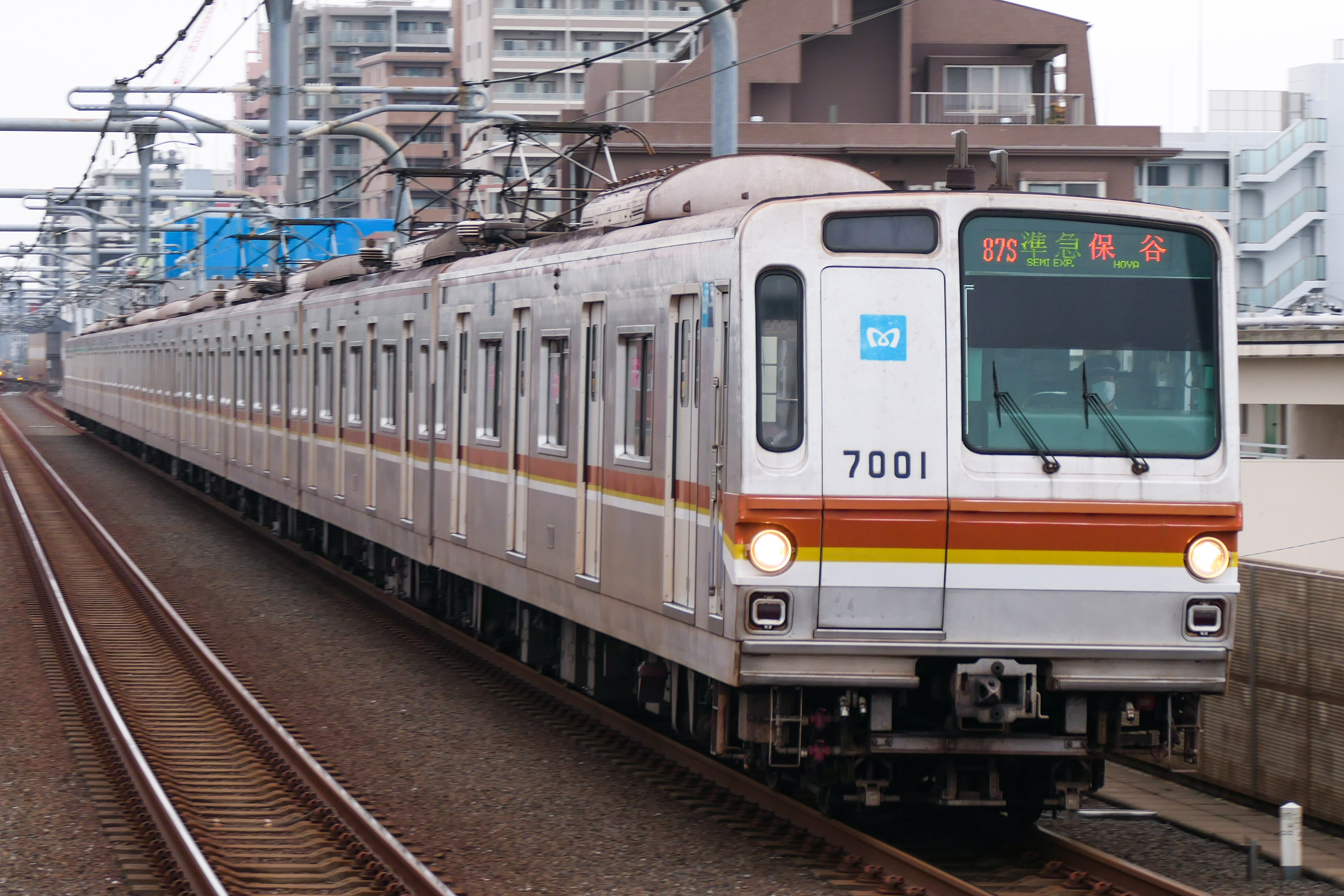
7000系

有楽町線新線時代は07系全6編成 (07-101F - 106F) も運用されていたが、有楽町線との共用駅である小竹向原駅へのホームドア設置に伴い、扉間隔の異なる07系は有楽町線・副都心線どちらにも対応できなくなり、最終的には全編成が東西線に転出した。

### 乗り入れ車両

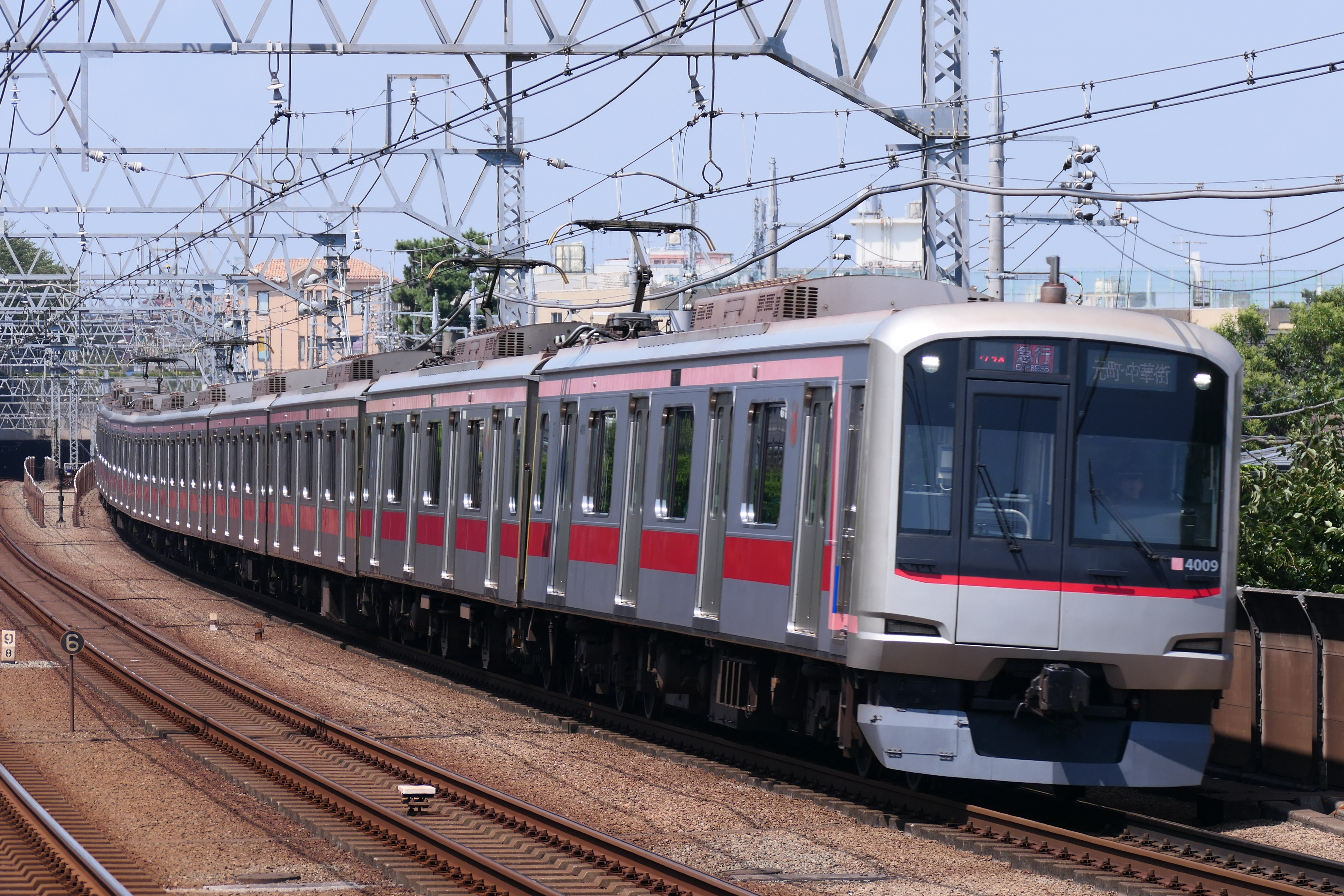
5050系4000番台
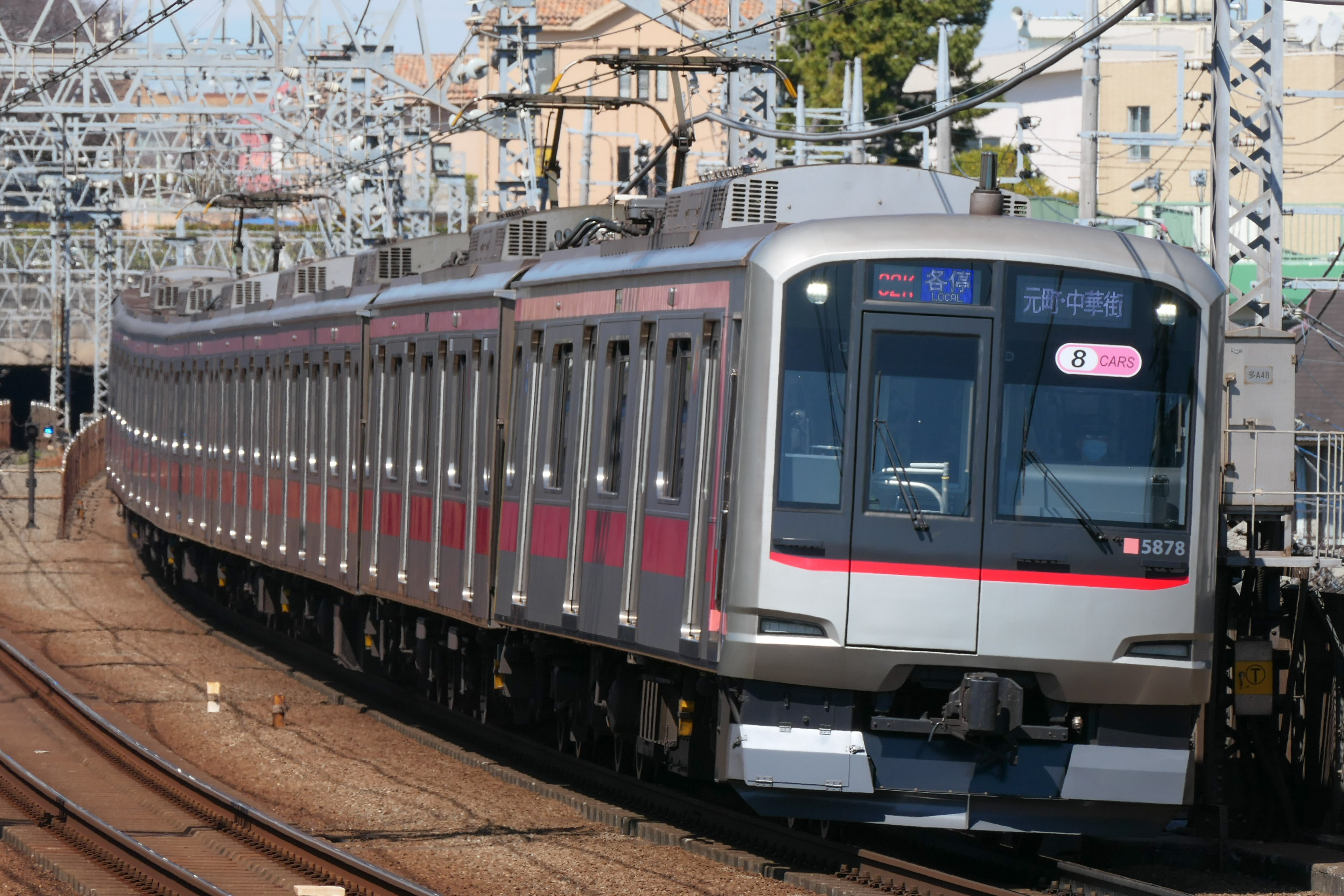
5050系
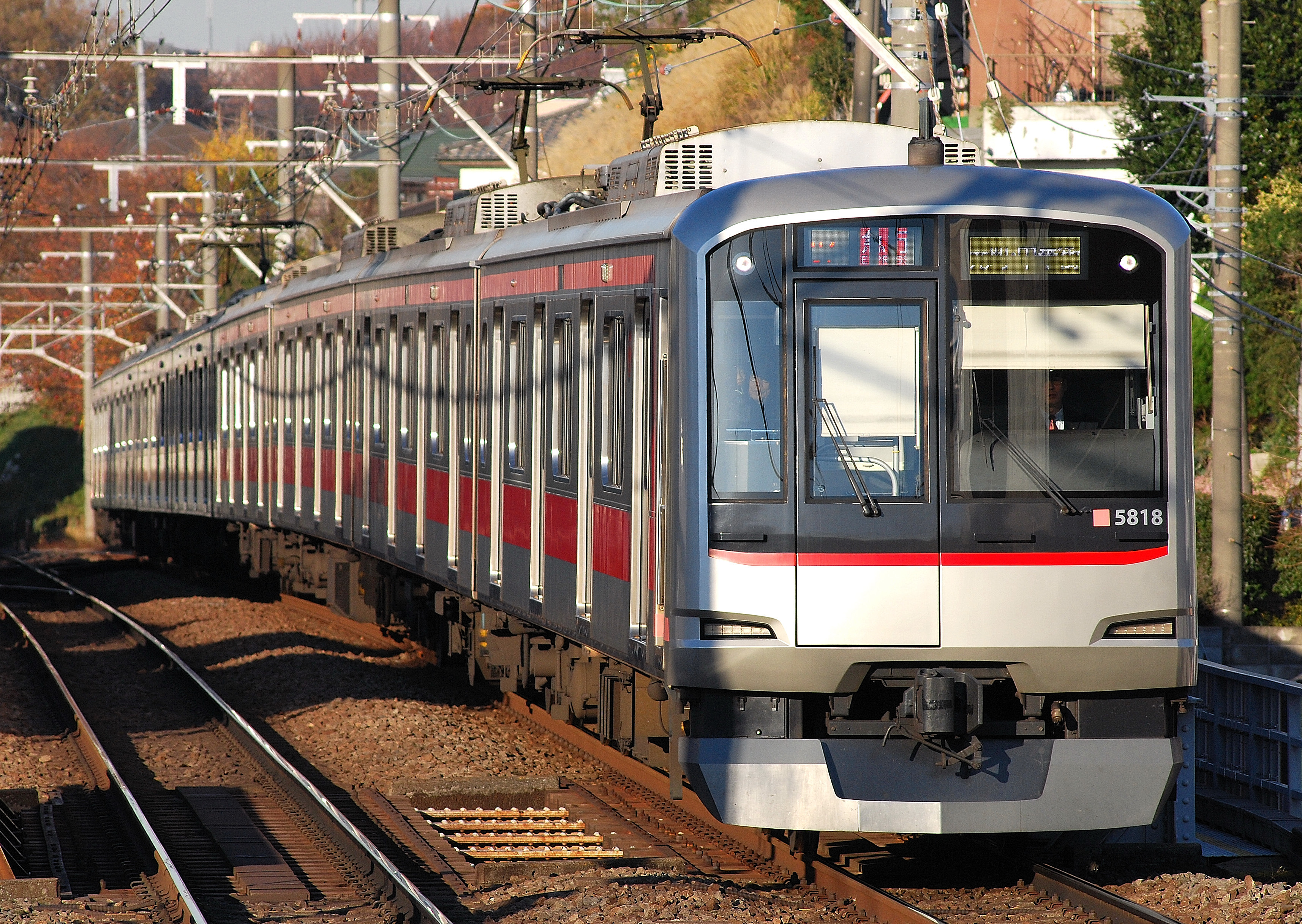
5000系
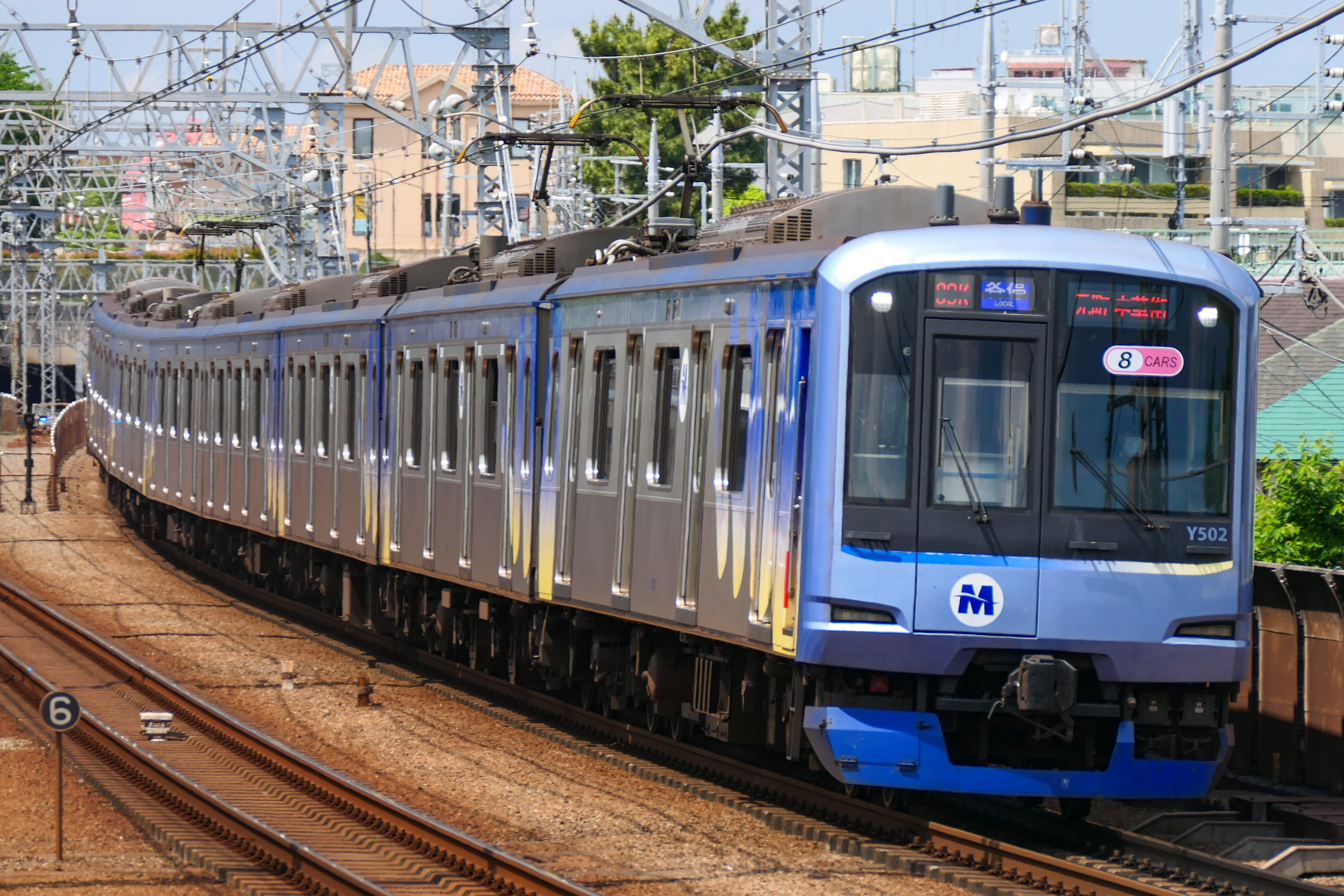
Y500系

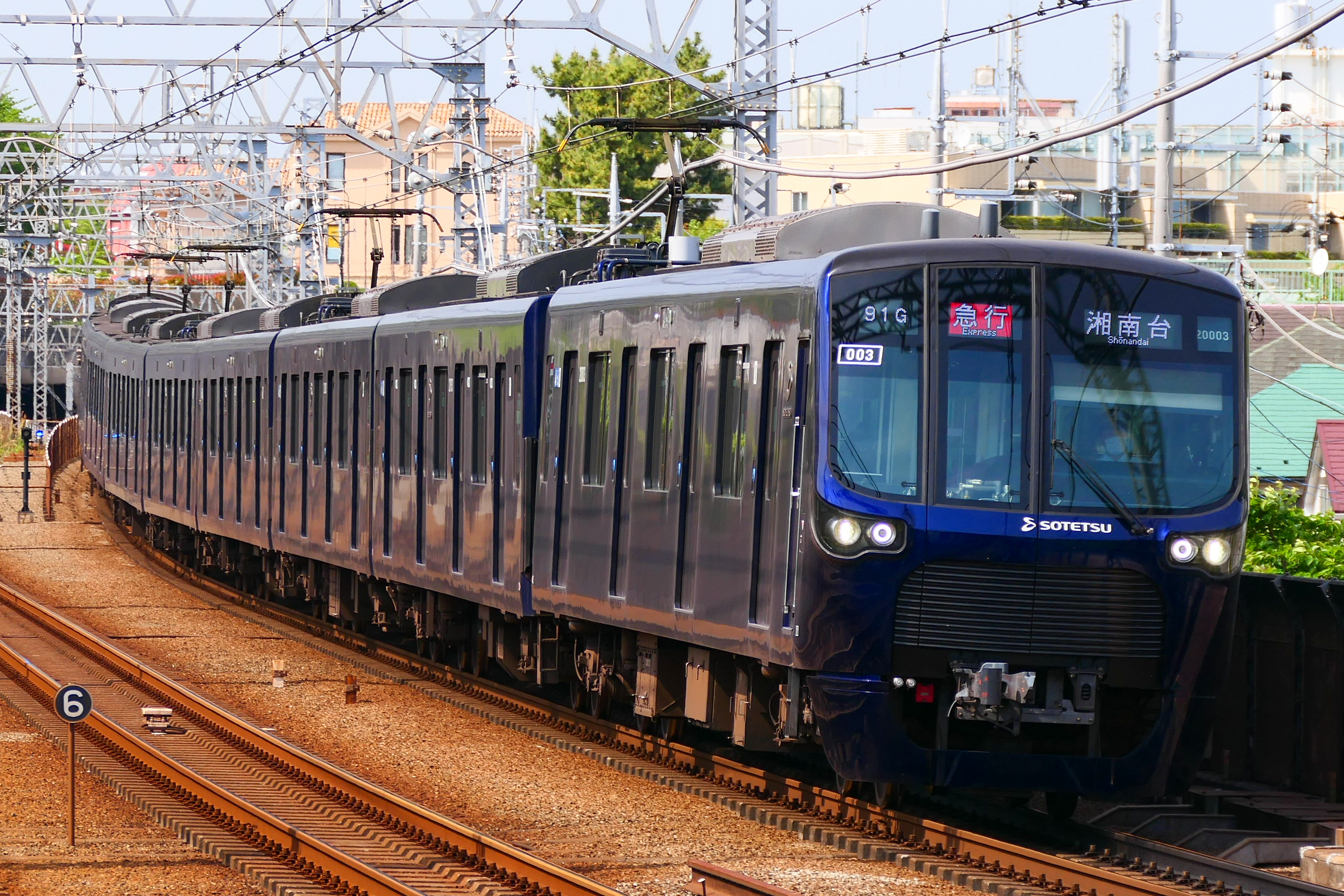
20000系

西武鉄道
全車両、小手指車両基地所属。

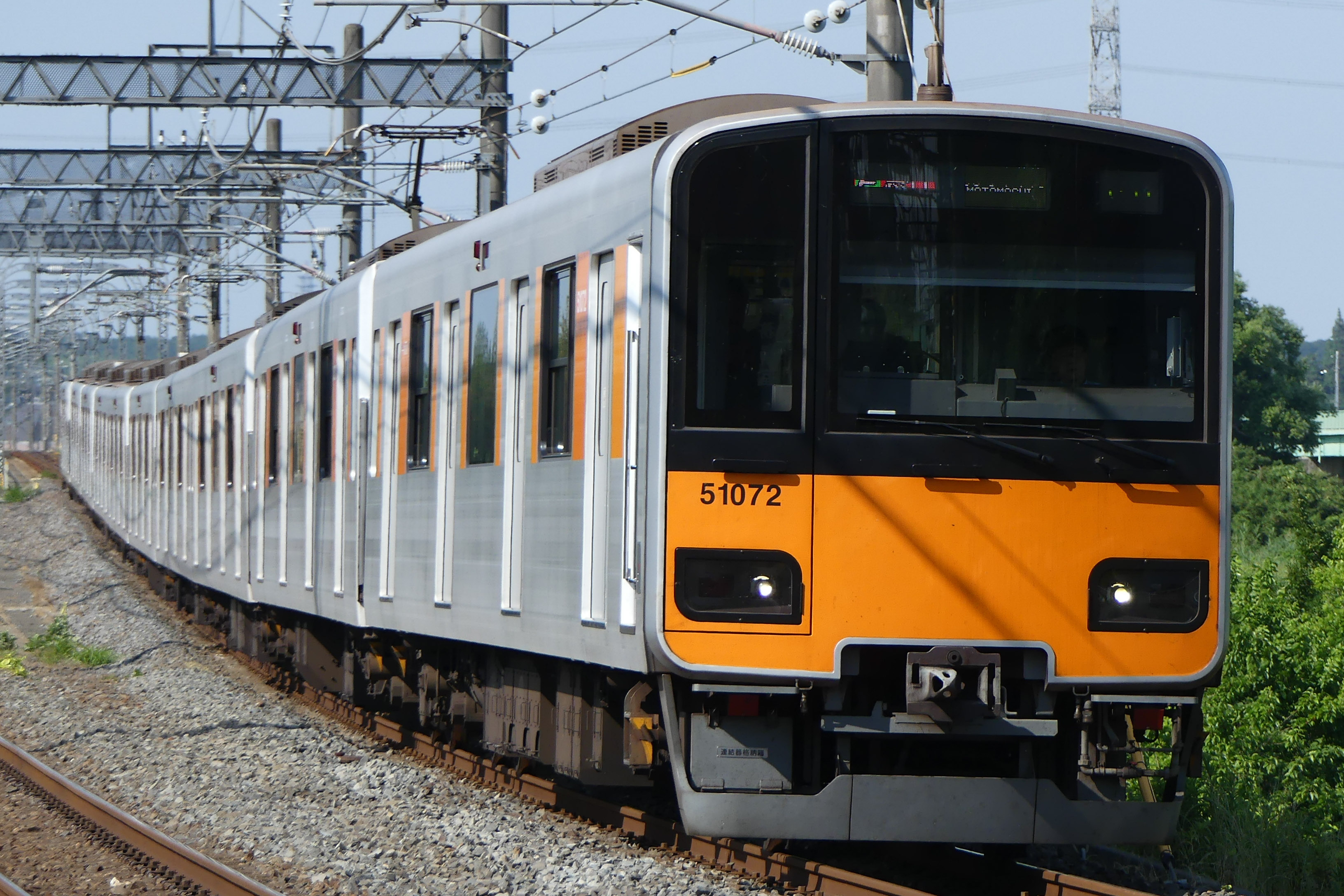
40000系
0番台（デュアルシート車）は2017年3月25日より運行している「S-TRAIN」とその間合い運用で乗り入れている。50番台（ロングシート車）は和光市駅発着を含む一般列車として6000系と共通運用で乗り入れている。
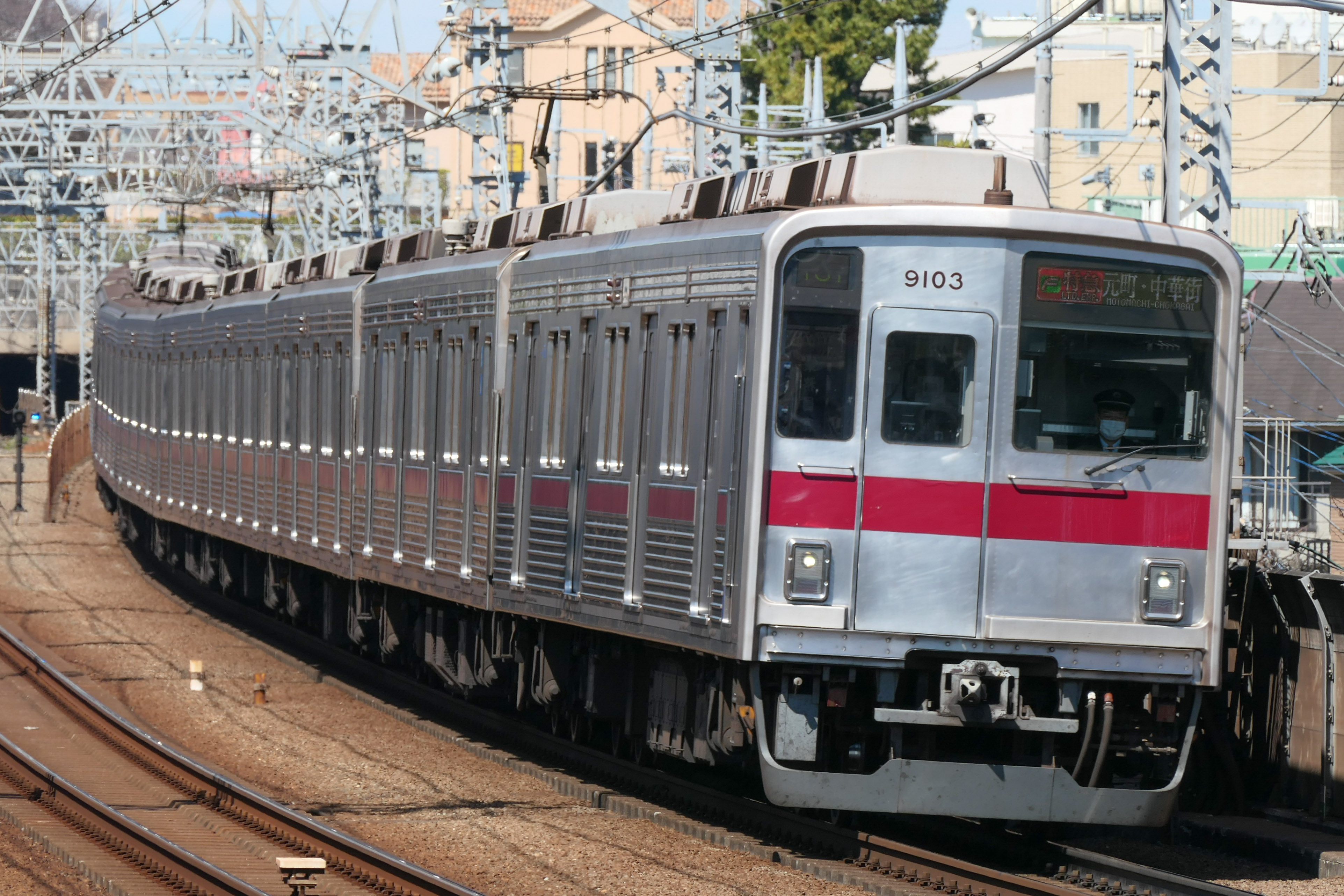
6000系
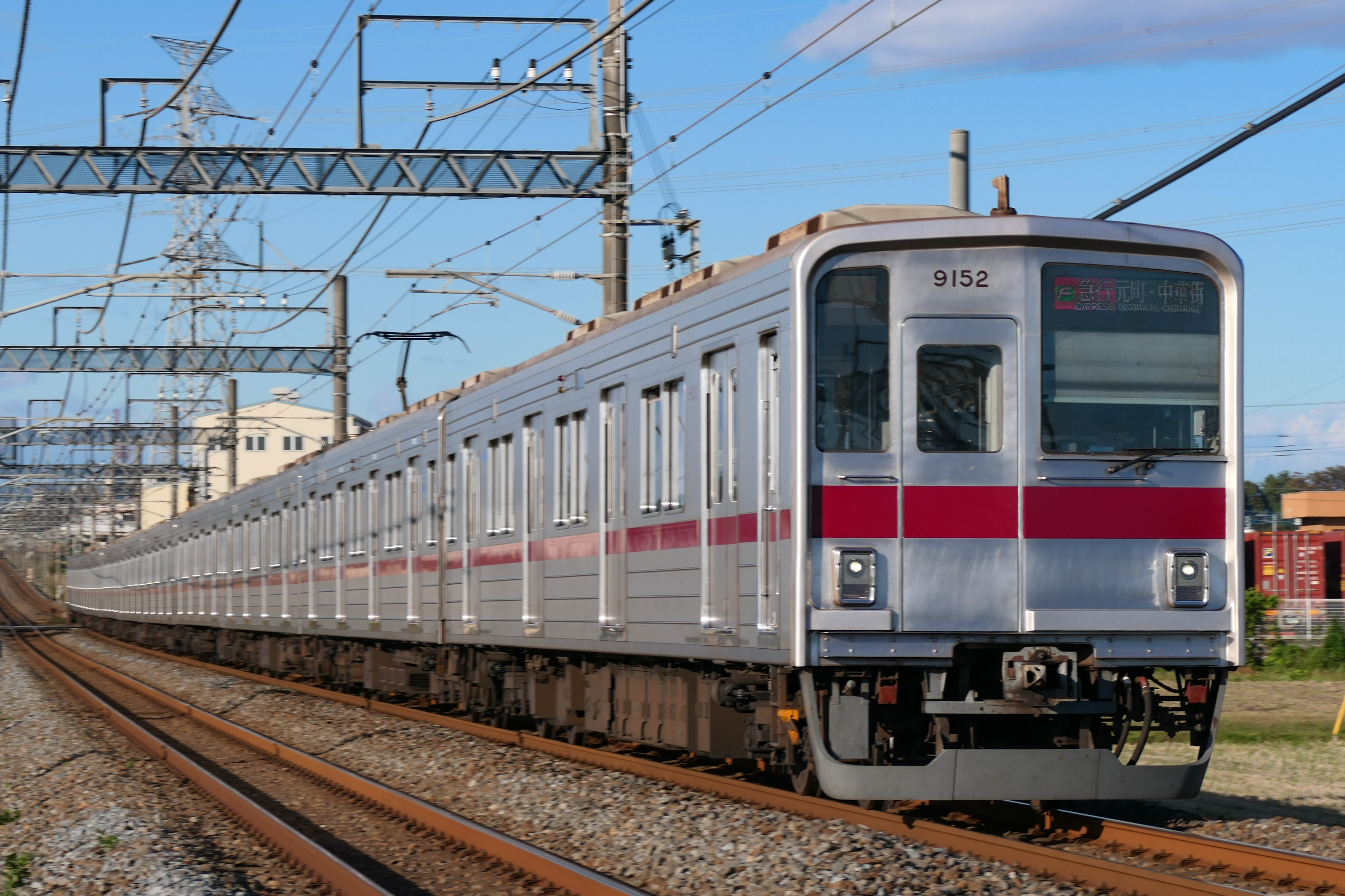
9000系9050型
副都心線開業時から乗り入れている。2008年の副都心線開業時点では 試作車の6101F・6102Fを除いた全編成が乗り入れていたが、2023年3月に6108Fが西武新宿線・拝島線へ転属したのを皮切りに、6103F - 6108Fの6本が西武新宿線・拝島線へ転属した。また、アルミ車体の50番台は2024年3月30日までに東京メトロ線・東急線・みなとみらい線への乗り入れを終了し、東京メトロ線・東急線・みなとみらい線乗り入れ対応編成は6109F - 6117Fの9本のみとなった。

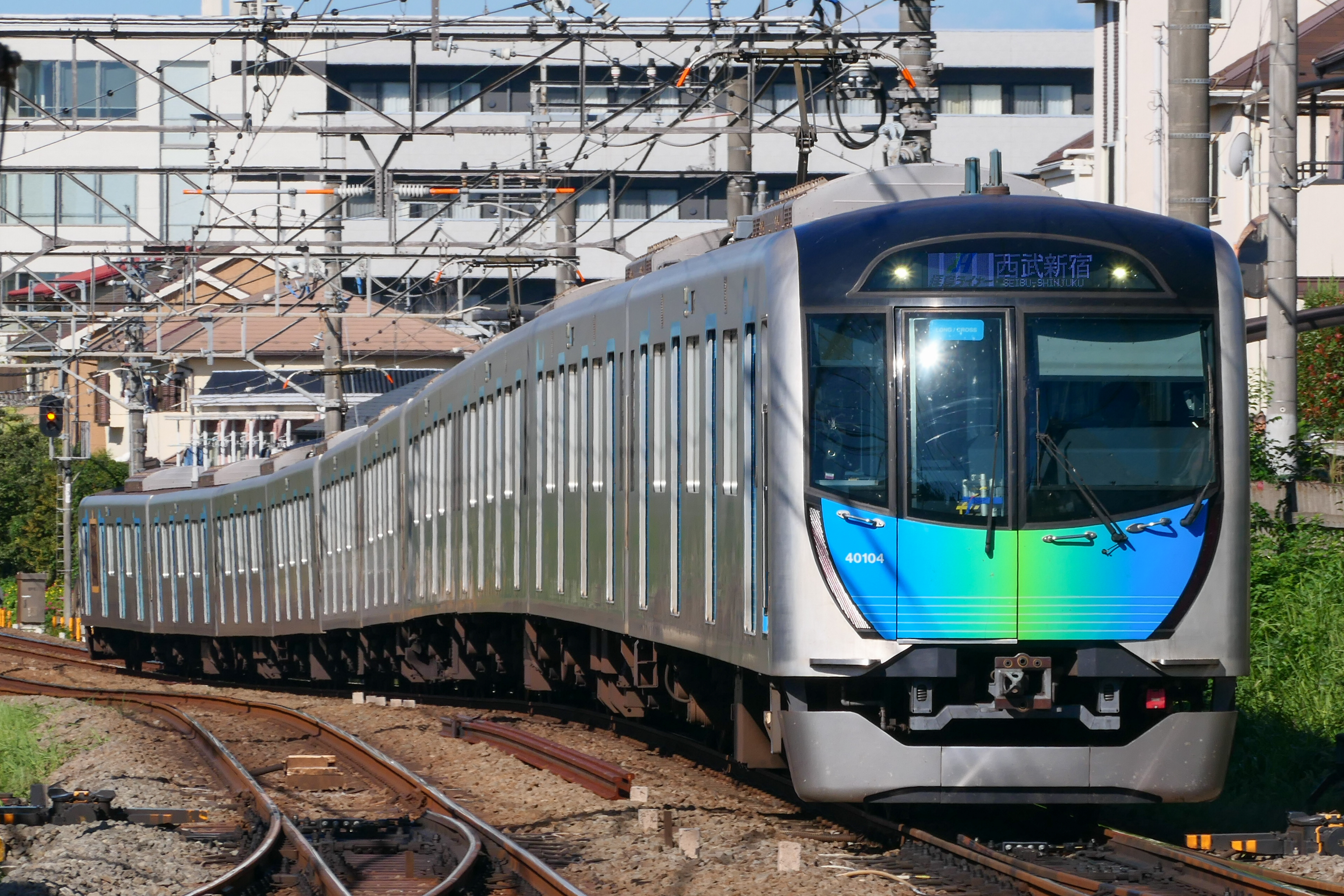
40000系0番台
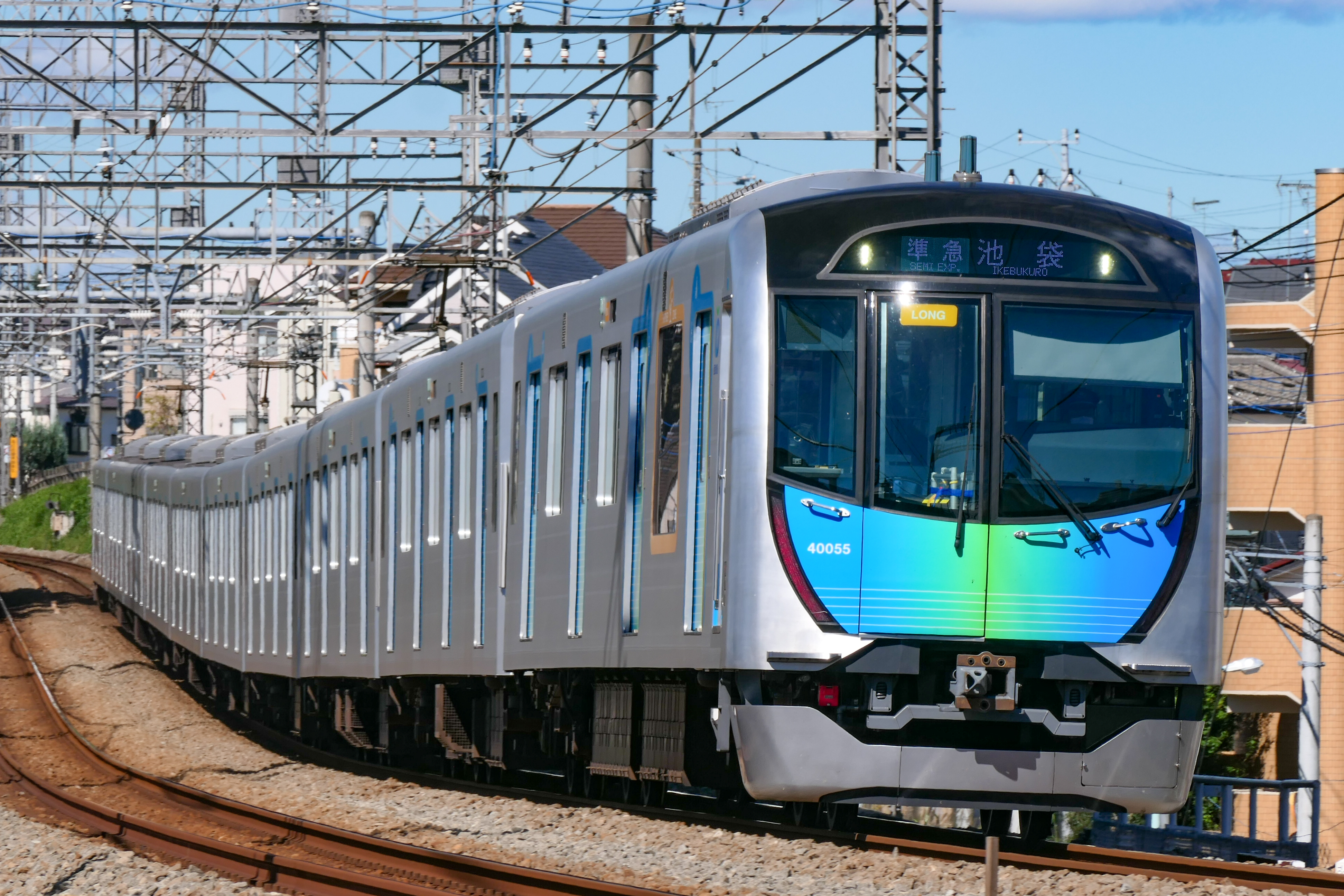
40000系50番台
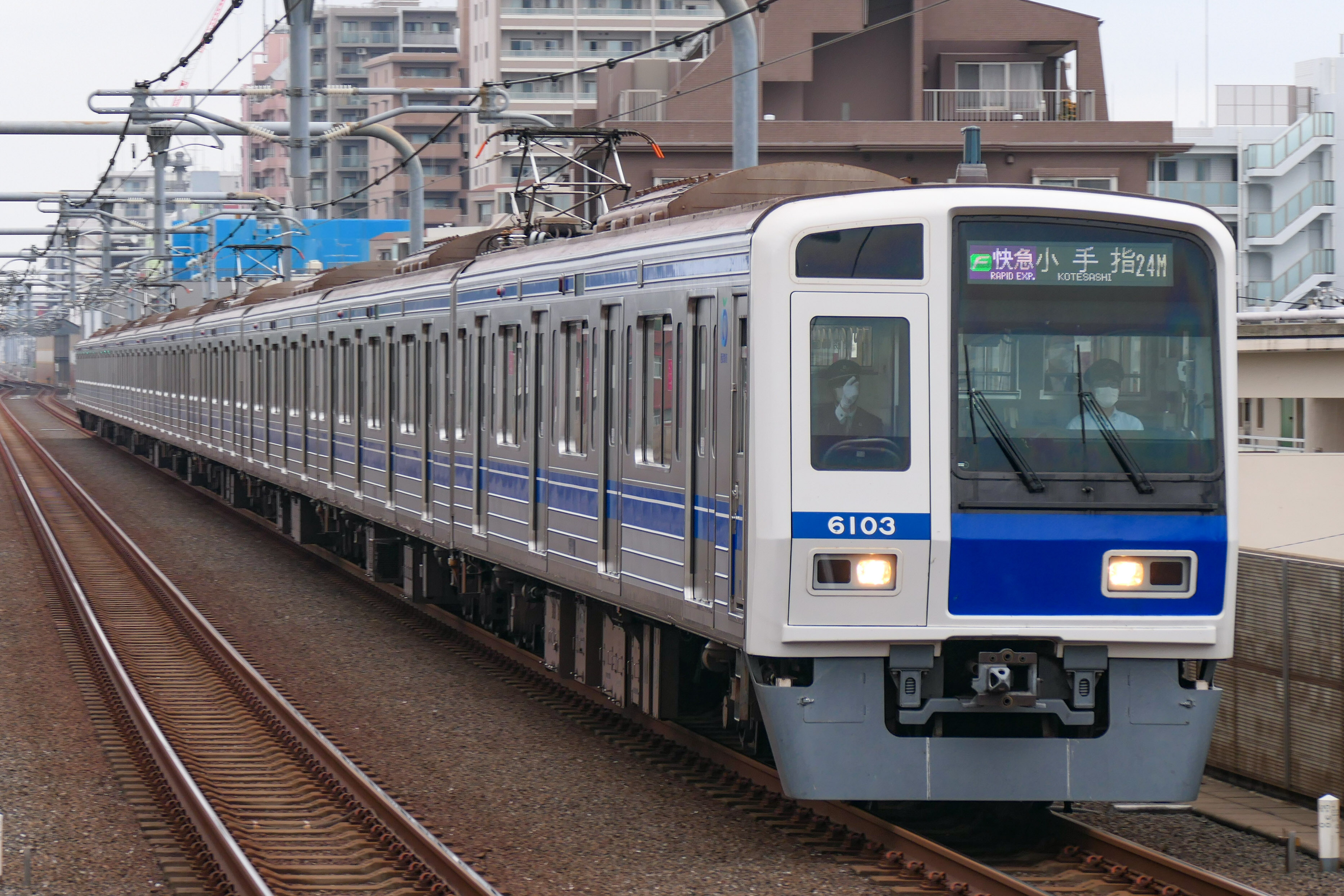
6000系ステンレス車

東武鉄道
全車両、森林公園検修区所属。
- 50000系（50070型）
10両編成7本が在籍しており、9000型・9050型と共通で乗り入れている。
- 9000系（9000型・9050型）
第1編成（9101F） 以外の10両編成9本90両（9102F - 9108F・9151F・9152F）が使用されている。副都心線開業までに9101F以外の全編成で乗り入れ対応工事を完了させた。なお、電機子チョッパ制御を採用している9102F - 9108Fは、東京メトロ線および東急線・みなとみらい線で運用される車両では唯一となる非VVVF制御の車両となっている。また、9000系は今後新型車両90000系に代替され営業運転を終了する予定。

- 50000系50070型
- 9000系9000型
- 9000系9050型

東急電鉄・横浜高速鉄道
全車両、元住吉検車区所属。
- 5050系4000番台
- 5000系・5050系（8両編成）
- Y500系（8両編成）
2013年3月16日より東急東横線・横浜高速鉄道みなとみらい線との直通運転が開始されたことに伴い乗り入れ開始。すべての編成が乗り入れに使用されている。東急車と横浜高速車は共通運用である。直通運転に先立ち2012年9月より、東急5050系4104F、4105F、5155Fの各編成が副都心線・有楽町線・東武東上線・西武池袋線各線で先行営業運転を行っていた。

- 5050系4000番台
- 5050系
- 5000系
- Y500系

相模鉄道
かしわ台車両センター所属。
- 20000系
2023年3月18日より東急新横浜線・相鉄線との直通運転が開始されたことに伴い乗り入れ開始。和光市駅までの乗り入れで、それより先の東武東上線や小竹向原駅で分岐する西武線へは乗り入れない。

- 20000系

### 運用
どの列車がどの車両で運転されるかは列車番号で判別できる。2023年3月18日改正ダイヤでは、列車番号末尾アルファベットの「S」が東京メトロ車両（8両編成は01S - 19Sの奇数番号および02S・04S／10両編成は21S - 91Sの奇数番号）、「M」が西武車両（02M - 36Mの偶数番号および71M - 75M）、「T」が東武車両（01T - 23Tの奇数番号）、「K」が東急車両（8両編成は横浜高速鉄道車両と共通運用で01K - 33K／10両編成は51K - 65K／ダイヤ乱れの場合は41K - 46K）、「G」が相鉄車両（91G - 95G）となっている。なお、列車番号が6桁の数字で表される東横線・みなとみらい線では上3桁が運用番号を示し、700番台が東京メトロ車両、100番台が西武車両、000番台が東急・横浜高速車両、800番台が東武車両、900番台が相鉄車両となっている（例えば「01S」は東横線・みなとみらい線では「701」となる）。列車番号は『MY LINE 東京時刻表』（交通新聞社）などで確認できる。
10両編成は有楽町線と共通運用されており、西武車も和光市駅までは乗り入れる。東急車を除く10両編成は和光市駅で折り返しが有楽町線の列車に変わる運用もある。多くはメトロ車の運用だが、一部は東急車や西武車、東武車が運用に就く。8両編成は、平日も土休日も東急車の運用が大半で、メトロ車は渋谷始発の東急東横線・みなとみらい線直通列車の運用に就くこともある。2016年3月26日ダイヤ改正で、東武東上線内急行運転開始により日中の乗り入れ区間が森林公園駅まで延長されたことで、平日日中の東武車運用が復活した。

### 車両改造費用
相互直通運転時には従来、車両保有会社が乗り入れ先の路線に対応するように改造することが暗黙の合意の基、“相直の精神”とされてきた 。
副都心線との相互直通運転にあたり、東武鉄道・西武鉄道の車両にも同線に対応するATO装置などのワンマン運転機器の設置に伴う車両改造工事が必要となり、2社に対する依頼が必要となった。
しかし、東武と西武からは「副都心線に必要なATO装置・ワンマン運転機器は、東京地下鉄の経営効率化のためであり、自社線内では不要である。改造費用の全額負担はできず、東京地下鉄の負担とするべき」と主張された。
その後、東京地下鉄・東武・西武の3社で協議の結果「副都心線のワンマン運転に必要な車両改造の初期費用は東京地下鉄が負担する。対応機器は車両保有会社が所有するが、機器の使用権利は東京地下鉄に属する」という条件の元に2社の車両の副都心線対応改造が実施された。

## 女性専用車
副都心線では、平日始発から9時30分までの全列車で和光市駅寄り先頭車両（1号車）が女性専用車となる。なお、小児や障害者、その保護者や介助者は性別不問で女性専用車への乗車が可能である。副都心線内の設定区間は以下の通り。
- A線（渋谷方面行）：全区間（9時半をもって設定終了）
- B線（和光市方面行）：渋谷駅→池袋駅間（池袋駅到着または9時半をもって設定終了）

10両編成と8両編成で女性専用車となる車両の停止位置が異なる駅は10両編成の女性専用車乗車位置にピンク色のステッカーを貼付し、8両編成は緑色のステッカーを貼付している。10両編成と8両編成の1号車の停車位置が同一の駅は乗車目標がピンク色である。
東京地下鉄の駅構内出口階段は、最前部または最後部に存在するケースが多い。その出口階段に最も近い場所に女性専用車が停車する場合が多い。
副都心線の女性専用車は開業から2日後にあたる2008年6月16日に導入され、当初は平日ダイヤのうち和光市駅（東武東上線からの直通列車を含む）を午前7時06分から9時20分まで、ならびに西武線からの直通列車で午前7時20分から9時20分まで小竹向原駅に発着する渋谷行のみの実施（副都心線内走行中の列車は9時20分で一斉終了）であったが、2013年3月16日の東横線・みなとみらい線との直通運転開始に際し実施形態が変更された。
2023年3月20日、同年3月18日のダイヤ改正により、東急新横浜線と相鉄新横浜線（羽沢横浜国大 - 新横浜間）の開業ならびに同線および相鉄各線との直通運転を開始したことに伴い、これらの区間と直通運転を行う電車において、女性専用車の設定を開始した。なお、副都心線内においては設定時間帯等の変更はない。

## 利用状況
2023年（令和5年）度の最混雑区間（A線、要町→ 池袋間）の混雑率は137%である。
近年の輸送実績を下表に記す。表中、最高値を赤色で、最高値を記録した年度以降の最低値を青色で、最高値を記録した年度以前の最低値を緑色で表記している。
| 年度               | 最混雑区間（要町 → 池袋間）輸送実績 | 最混雑区間（要町 → 池袋間）輸送実績 | 最混雑区間（要町 → 池袋間）輸送実績 | 最混雑区間（要町 → 池袋間）輸送実績 | 特記事項                                                                  |
| 年度               | 運転本数：本                        | 輸送力：人                          | 輸送量：人                          | 混雑率：%                           | 特記事項                                                                  |
| ------------------ | ----------------------------------- | ----------------------------------- | ----------------------------------- | ----------------------------------- | ------------------------------------------------------------------------- |
| 2008年（平成20年） |                                     |                                     |                                     |                                     | 2008年6月14日、開業、東武東上線・西武有楽町線・西武池袋線との直通運転開始 |
| 2009年（平成21年） | 17                                  | 21,616                              | 22,998                              | 106                                 |                                                                           |
| 2010年（平成22年） | 17                                  | 21,616                              | 24,199                              | 112                                 |                                                                           |
| 2011年（平成23年） | 17                                  | 21,616                              | 26,693                              | 123                                 |                                                                           |
| 2012年（平成24年） | 17                                  | 21,616                              | 27,833                              | 129                                 | 2013年3月16日、東急東横線・みなとみらい線との直通運転開始                 |
| 2013年（平成25年） | 18                                  | 22,752                              | 31,480                              | 138                                 |                                                                           |
| 2014年（平成26年） | 18                                  | 22,752                              | 33,205                              | 146                                 |                                                                           |
| 2015年（平成27年） | 18                                  | 22,752                              | 33,182                              | 146                                 |                                                                           |
| 2016年（平成28年） | 18                                  | 22,752                              | 33,215                              | 146                                 | 2017年3月25日、「S-TRAIN」列車のみ西武秩父線との直通運転開始              |
| 2017年（平成29年） | 18                                  | 22,752                              | 34,331                              | 151                                 |                                                                           |
| 2018年（平成30年） | 18                                  | 22,752                              | 34,526                              | 152                                 |                                                                           |
| 2019年（令和元年） | 18                                  | 23,040                              | 35,672                              | 155                                 |                                                                           |
| 2020年（令和02年） | 18                                  | 23,040                              | 21,678                              | 94                                  |                                                                           |
| 2021年（令和03年） | 18                                  | 23,040                              | 23,214                              | 101                                 |                                                                           |
| 2022年（令和04年） | 18                                  | 24,552                              | 32,409                              | 132                                 | 2023年3月18日、東急東横線を経由して東急新横浜線・相鉄線との直通運転開始   |
| 2023年（令和05年） | 18                                  | 24,244                              | 33,214                              | 137                                 |                                                                           |

## 駅一覧
- 便宜上、正式には有楽町線に属する和光市駅 - 小竹向原駅間も記載。
- 駅番号はA線方向（和光市から渋谷の方向）に増加。
- ●: 停車、◇: 運転停車、｜: 通過
- 各駅停車はすべての駅に停車するため省略している。

| 駅番号       | 駅名                 | 営業キロ     | 営業キロ     | 運賃 計算キロ | 運賃 計算キロ | 通勤急行 | 急行 | S-TRAIN | 接続路線・備考 | 所在地 | 所在地 |
| 駅番号       | 駅名                 | 駅間         | 累計         | 駅間          | 累計          | 通勤急行 | 急行 | S-TRAIN | 接続路線・備考 | 所在地 | 所在地 |
| ------------ | -------------------- | ------------ | ------------ | ------------- | ------------- | --- | --- | --- | --- | --- | --- |
| 直通運転区間 | 直通運転区間         | 直通運転区間 | 直通運転区間 | 直通運転区間  | 直通運転区間  | 和光市駅から 東武東上線小川町駅まで 小竹向原駅から 西武有楽町線経由 西武池袋線飯能駅（臨時列車は 西武狭山線西武球場前駅、「S-TRAIN」は 西武秩父線西武秩父駅）まで | 和光市駅から 東武東上線小川町駅まで 小竹向原駅から 西武有楽町線経由 西武池袋線飯能駅（臨時列車は 西武狭山線西武球場前駅、「S-TRAIN」は 西武秩父線西武秩父駅）まで | 和光市駅から 東武東上線小川町駅まで 小竹向原駅から 西武有楽町線経由 西武池袋線飯能駅（臨時列車は 西武狭山線西武球場前駅、「S-TRAIN」は 西武秩父線西武秩父駅）まで | 和光市駅から 東武東上線小川町駅まで 小竹向原駅から 西武有楽町線経由 西武池袋線飯能駅（臨時列車は 西武狭山線西武球場前駅、「S-TRAIN」は 西武秩父線西武秩父駅）まで                                                                | 和光市駅から 東武東上線小川町駅まで 小竹向原駅から 西武有楽町線経由 西武池袋線飯能駅（臨時列車は 西武狭山線西武球場前駅、「S-TRAIN」は 西武秩父線西武秩父駅）まで | 和光市駅から 東武東上線小川町駅まで 小竹向原駅から 西武有楽町線経由 西武池袋線飯能駅（臨時列車は 西武狭山線西武球場前駅、「S-TRAIN」は 西武秩父線西武秩父駅）まで |
| F-01         | 和光市駅             | -            | 0.0          | -             | 0.0           | ● | ● | 西武線直通 | 東武鉄道： 東上線 (TJ-11)（直通運転：上記参照） 東京地下鉄： 有楽町線（Y-01・共用） 車両基地所在駅 | 埼玉県 和光市 | 埼玉県 和光市 |
| F-02         | 地下鉄成増駅         | 2.2          | 2.2          | 2.2           | 2.2           | ● | ｜ | 西武線直通 | 東京地下鉄： 有楽町線（Y-02・共用） | 東京都 | 板橋区 |
| F-03         | 地下鉄赤塚駅         | 1.4          | 3.6          | 1.4           | 3.6           | ● | ｜ | 西武線直通 | 東京地下鉄： 有楽町線（Y-03・共用） | 東京都 | 練馬区 |
| F-04         | 平和台駅             | 1.8          | 5.4          | 1.8           | 5.4           | ● | ｜ | 西武線直通 | 東京地下鉄： 有楽町線（Y-04・共用） | 東京都 | 練馬区 |
| F-05         | 氷川台駅             | 1.4          | 6.8          | 1.4           | 6.8           | ● | ｜ | 西武線直通 | 東京地下鉄： 有楽町線（Y-05・共用） | 東京都 | 練馬区 |
| F-06         | 小竹向原駅           | 1.5          | 8.3          | 1.5           | 8.3           | ● | ● | ◇ | 待避可能駅 西武鉄道： 西武有楽町線 (SI37)（渋谷方面から直通運転あり。上段参照） 東京地下鉄： 有楽町線（Y-06・共用） | 東京都 | 練馬区 |
| F-07         | 千川駅               | 1.1          | 9.4          | 1.0           | 9.3           | ｜ | ｜ | ｜ | 東京地下鉄： 有楽町線 (Y-07) | 東京都 | 豊島区 |
| F-08         | 要町駅               | 1.0          | 10.4         | 1.0           | 10.3          | ｜ | ｜ | ｜ | 東京地下鉄： 有楽町線 (Y-08) | 東京都 | 豊島区 |
| F-09         | 池袋駅               | 0.9          | 11.3         | 1.2           | 11.5          | ● | ● | ● | 東京地下鉄： 丸ノ内線 (M-25)・ 有楽町線 (Y-09)（新木場方面） 東日本旅客鉄道： 埼京線 (JA 12)・ 湘南新宿ライン (JS 21)・ 山手線 (JY 13) 東武鉄道： 東上線 (TJ-01) 西武鉄道： 池袋線 (SI01)                                        | 東京都 | 豊島区 |
| F-10         | 雑司が谷駅           | 1.8          | 13.1         | 1.8           | 13.3          | ｜ | ｜ | ｜ | 東京都交通局： 都電荒川線（東京さくらトラム）（鬼子母神前停留場:SA 27） | 東京都 | 豊島区 |
| F-11         | 西早稲田駅           | 1.5          | 14.6         | 1.5           | 14.8          | ｜ | ｜ | ｜ | | 東京都 | 新宿区 |
| F-12         | 東新宿駅             | 0.9          | 15.5         | 0.9           | 15.7          | ｜ | ｜ | ｜ | 待避可能駅 都営地下鉄： 大江戸線 (E-02) | 東京都 | 新宿区 |
| F-13         | 新宿三丁目駅         | 1.1          | 16.6         | 1.1           | 16.8          | ● | ● | ● | 東京地下鉄： 丸ノ内線 (M-09) 都営地下鉄： 新宿線 (S-02) ※2013年3月16日からは、一部のフリーきっぷについては以下の連絡運輸あり 西武鉄道： 新宿線（西武新宿駅:SS01）                                                                | 東京都 | 新宿区 |
| F-14         | 北参道駅             | 1.4          | 18.0         | 1.4           | 18.2          | ｜ | ｜ | ｜ | | 東京都 | 渋谷区 |
| F-15         | 明治神宮前〈原宿〉駅 | 1.2          | 19.2         | 1.2           | 19.4          | ● | ● | ｜ | 東京地下鉄： 千代田線 (C-03) 東日本旅客鉄道： 山手線（原宿駅:JY 19） | 東京都 | 渋谷区 |
| F-16         | 渋谷駅               | 1.0          | 20.2         | 1.0           | 20.4          | ● | ● | ● | 待避可能駅 東急電鉄： 東横線 (TY01)（直通運転：下記参照）・ 田園都市線 (DT01) 東京地下鉄： 銀座線 (G-01) ・ 半蔵門線 (Z-01) 東日本旅客鉄道： 山手線 (JY 20)・ 埼京線 (JA 10)・ 湘南新宿ライン (JS 19) 京王電鉄： 井の頭線 (IN01) | 東京都 | 渋谷区 |
| 直通運転区間 | 直通運転区間         | 直通運転区間 | 直通運転区間 | 直通運転区間  | 直通運転区間  | 東急東横線経由 みなとみらい線元町・中華街駅まで 東急東横線・ 東急新横浜線・ 相鉄新横浜線経由 相鉄本線海老名駅、 相鉄いずみ野線湘南台駅まで                        | 東急東横線経由 みなとみらい線元町・中華街駅まで 東急東横線・ 東急新横浜線・ 相鉄新横浜線経由 相鉄本線海老名駅、 相鉄いずみ野線湘南台駅まで                        | 東急東横線経由 みなとみらい線元町・中華街駅まで 東急東横線・ 東急新横浜線・ 相鉄新横浜線経由 相鉄本線海老名駅、 相鉄いずみ野線湘南台駅まで                        | 東急東横線経由 みなとみらい線元町・中華街駅まで 東急東横線・ 東急新横浜線・ 相鉄新横浜線経由 相鉄本線海老名駅、 相鉄いずみ野線湘南台駅まで                                                                                       | 東急東横線経由 みなとみらい線元町・中華街駅まで 東急東横線・ 東急新横浜線・ 相鉄新横浜線経由 相鉄本線海老名駅、 相鉄いずみ野線湘南台駅まで                        | 東急東横線経由 みなとみらい線元町・中華街駅まで 東急東横線・ 東急新横浜線・ 相鉄新横浜線経由 相鉄本線海老名駅、 相鉄いずみ野線湘南台駅まで                        |

1. ↑  和光市駅は他社接続の共同使用駅で、東武鉄道の管轄駅である。
2. ↑  小竹向原駅は他社接続の共同使用駅で、東京地下鉄の管轄駅である。
3. ↑  渋谷駅は他社接続の共同使用駅で、東急電鉄の管轄駅である。

- 和光市 - 小竹向原間は有楽町線と駅・線路を共用している。また、同区間の駅番号は同線と共通の数字を使っている[報道 46]（他に南北線と東京都交通局（都営地下鉄）三田線が共有している目黒 - 白金高輪間でも駅番号に共通の数字を使っている）。
- 副都心線池袋駅 - 要町駅 - 有楽町線池袋駅の経路で乗車する、要町駅での折り返し乗り換えを認めていないため、副都心線渋谷方面 - 有楽町線新木場方面間の乗り換えは池袋駅で一度改札外に出て行う。
- 池袋 - 雑司が谷間の東池袋周辺地域に新駅を設置する構想があり、予定地のトンネル部はそれを考慮して建設されている。「東池袋駅#副都心線の東池袋駅設置計画」も参照。
- 渋谷駅のホームは、半蔵門線・東急田園都市線ホームのさらに下方に設置されている。同駅は東急電鉄が副都心線・東急東横線ホームおよび半蔵門線・東急田園都市線ホームと一体で管理されているため、半蔵門線・東急田園都市線とは改札内連絡が可能である。このため、2013年から開始された東急東横線との相互直通運転によって、それまで改札外乗り換え（事実上別の駅）となっていた東横線と田園都市線が名実ともに乗り換え駅となり、東横線・副都心線・田園都市線・半蔵門線の計4路線が改札内で結ばれた。
- 新宿三丁目の池袋側に留置線が設置されている。東横線との相互直通運転開始をにらんで設置され、2017年3月25日ダイヤ改正までは毎時2本東横線方面からの終着電車および東横線方面への始発電車（各停）が設定されていた。同改正では昼間を中心に新宿三丁目折り返しの列車が和光市・池袋方面に延長されて同駅折り返しが減少したが、朝夕には依然として新宿三丁目折り返しの設定がある。
- 全席指定列車「S-TRAIN」は新宿三丁目駅・渋谷駅では飯能方面、横浜方面ともに乗降車可能。池袋駅では降車のみ。
- 和光市駅のみ地上駅、他の駅はすべて地下駅となっている。

## 各駅のデザインコンセプトとステーションカラー
本路線の新たに建設された雑司が谷駅 - 明治神宮前駅では、駅の周辺環境をはじめとした歴史や文化などをイメージした各駅ごとのデザインコンセプトとステーションカラーを導入した。千川駅 - 池袋駅では既存の駅施設があるため、駅構内の一部のみで採用している。なお、渋谷駅は東急電鉄の施工のため、東京地下鉄は担当していない。
本路線は比較的深い駅が多く、東京地下鉄全駅の中では、東新宿駅（B線ホーム）は4番目、雑司が谷駅は5番目、西早稲田駅は7番目、渋谷駅は9番目に深い駅に該当する。小竹向原駅の深さは17.3 mである。
| 駅名         | ホーム階     | 深さ                    | デザインコンセプト                                         | ステーションカラー           | ステーションカラー |
| ------------ | ------------ | ----------------------- | ---------------------------------------------------------- | ---------------------------- | ------------------ |
| 千川駅       | 地下3階      | 19.7 m                  | やすらぎ×木立のある風景                                    | マロン・グラッセ（幹色）     |                    |
| 要町駅       | 地下3階      | 23.7 m                  | 都会×将来への期待                                          | 卵色                         |                    |
| 池袋駅       | 地下4階      | 25.2 m                  | エネルギー×芸術の自由さ                                    | ブラン・ネージュ（白色）     |                    |
| 雑司が谷駅   | 地下4階      | 33.8 m                  | 木漏れ日×過去への思い出                                    | 青竹色                       |                    |
| 西早稲田駅   | 地下3階      | 29.9 m                  | 文教×水流                                                  | 水色                         |                    |
| 東新宿駅     | 地下5階・6階 | A線：29.2 m B線：35.4 m | アクティブ×つつじ                                          | 薄紅                         |                    |
| 新宿三丁目駅 | 地下3階      | 15.2 m                  | 光の帯×内藤新宿                                            | 藤色                         |                    |
| 北参道駅     | 地下2階      | 16.5 m                  | 喧噪からの開放×能楽                                        | ジョーヌ・サフラン（黄金色） |                    |
| 明治神宮前駅 | 地下5階      | 27.8 m                  | ファッション×杜                                            | スモークブルー               |                    |
| 渋谷駅       | 地下5階      | 28.6 m                  | 3つの基軸 「心象に残る駅」 「安全・安心」 「環境への配慮」 | なし                         | なし               |

1. ↑  主な工事主が東急であるため、他の駅とはコンセプトは違う。また、ステーションカラーもない。

## 発車メロディ
和光市駅以外の全駅で発車メロディ（発車サイン音）を使用している。すべてスイッチの制作で、塩塚博、福嶋尚哉、谷本貴義の3名が作曲を手掛けた（2015年5月30日使用開始の東新宿駅3番線のメロディは山崎泰之作曲）。
開業当初はワンマン運転を実施している小竹向原駅 - 渋谷駅間のみ導入されていたが、2011年2月23日からは地下鉄成増駅 - 氷川台駅間の各駅でも順次使用を開始した。
曲名はスイッチのホームページおよび同社が運営する「鉄道モバイル」から。
| 駅名             | A線（渋谷・東急線方面）                           | B線（和光市・東武線方面）                           |
| ---------------- | ------------------------------------------------- | --------------------------------------------------- |
| 和光市           | 3：（東武鉄道汎用メロディ）                       | 2：（東武鉄道汎用メロディ）                         |
| 地下鉄成増       | 1：電車ライト【福嶋】                             | 2：はらり【塩塚】                                   |
| 地下鉄赤塚       | 1：レッツトレイン【福嶋】                         | 2：始まるよ【塩塚】                                 |
| 平和台           | 1：輪になって【塩塚】                             | 2：こおろぎ【塩塚】                                 |
| 氷川台           | 1：もう来ます【谷本】                             | 2：ワクワク電車【福嶋】                             |
| 小竹向原         | 1：オーバーフロー【塩塚】 2：駅ストレッチ【福嶋】 | 3：キャロット【塩塚】 4：無休【谷本】               |
| 千川             | 3：オン・ザ・コーナー【塩塚】                     | 4：Good day【谷本】                                 |
| 要町             | 3：City Runner【福嶋】                            | 4：イーストパラダイス【福嶋】                       |
| 池袋             | 5：TOKYO CITY【塩塚】                             | 6：Morning station【谷本】                          |
| 雑司が谷         | 1：シーサイド【谷本】                             | 2：ティータイム【福嶋】                             |
| 西早稲田         | 1：クリストフ【塩塚】                             | 2：シルバーレール【福嶋】                           |
| 東新宿           | 1：きらめくホーム【福嶋】 2：花咲く街角【福嶋】   | 3：風を感じて【山崎】 4：春の翼【福嶋】             |
| 新宿三丁目       | 3：不思議のワルツ【塩塚】                         | 4：夢見るハート                                     |
| 北参道           | 1：ぐるぐる【谷本】                               | 2：プラット散歩2【福嶋】                            |
| 明治神宮前       | 3：てんとう虫のステップ【塩塚】                   | 4：ゆっくり行こう【谷本】                           |
| 渋谷             | 3・4・5：（Departing from New Shibuya Terminal）  | 5：おとぎのワルツ【塩塚】 6：愛ステーション【福嶋】 |
| （車載メロディ） | 未来電車【福嶋】                                  | rapid【谷本】                                       |

- 上表の数字は各駅の番線、【】内は作曲者を表す。

1. ↑  和光市駅は東武鉄道の管轄であるため、接近放送は東武仕様のものが流れる。
2. ↑  2023年10月24日にベルから変更。なお、2012年7月7日から12月17日までは「きらめくホーム」（現在は東新宿駅1番線で使用）が使用されていた。
3. ↑  当初は1番線と同じ「オーバーフロー」であったが、誤乗防止のため2008年9月20日に変更された。
4. 1 2  当初は「駅ストレッチ」を使用していたが、運行に支障をきたすため、導入翌日にブザーに変更。2011年2月25日から本曲が使用されている。
5. ↑  サウンドファクトリーの著作権フリー音源集「JPX pro library Vol.13」に収録されている同名の楽曲の流用である。
6. ↑  2015年5月30日使用開始。かつては和光市駅3番線、有楽町線豊洲駅4番線でも使用されていた。
7. ↑  2015年5月30日使用開始。
8. ↑  スイッチの発表では作曲者は福嶋とされているが、実際はサウンドファクトリーの著作権フリー音源集「JPX pro library Vol.5」に収録されている大和優子作曲の同名の楽曲を編集したものであり、大和が運営する「音楽工場YAMATO」の公式サイトには自作曲として記載があるほか、NexToneおよびJASRACのデータベースにも大和が作曲者としてクレジットされている。
9. ↑  渋谷駅は東急電鉄の管轄駅であり、接近放送は東急仕様のものが流れる。副都心線方面への列車の発車時は、東急仕様の発車放送アナウンスの後、発車メロディに続いて、東京メトロ仕様の扉閉案内放送が流れる。
10. ↑  向谷実作曲。2016年7月5日から9月12日まではドラゴンクエストシリーズの「序曲」[報道 48]、2016年から毎年11月1日から12月25日まではディズニー関連の楽曲[報道 49][報道 50]、2018年8月17日から9月16日までは安室奈美恵の「Hero」[報道 51]を使用。5番線から発車する東横線の列車でも流れる。なお、2023年3月18日の東横線ワンマン運転開始以降は必ず発車メロディが流れる訳ではなくなった。

## その他
- 東京地下鉄では、営団地下鉄時代の2003年（平成15年）から「ちかみち13（サーティーン）」という広報紙を年2回程度発行した（開通日の2008年6月14日発行分〈第12号〉で最終号となった）。副都心線連絡駅とその周辺の駅で配布したほか、東京地下鉄の公式サイトからも閲覧できた。
- 2005年公開の映画『交渉人 真下正義』に登場する建設中の副都心線は、映画内では「地下鉄14号線（仮称）」と表示され、撮影は横浜市営地下鉄グリーンラインで行われている。なお、映画内ではレールが敷かれていたが、実際の副都心線に敷かれたのは2007年8月になってからである。
- 2008年2月から7月まで、東京地下鉄各駅や車内などに4種類の開業告知ポスターが3回に分けて掲出された。中には当時の東京地下鉄イメージキャラクターだった宮崎あおいも掲載されていた。
- 2008年2月14日、副都心線を含む地下鉄の工事に国費（道路特定財源）が支出されていることが衆議院予算委員会で、選挙区が沿線にある長妻昭が取り上げた「国道事務所でのアロマセラピーの購入」と同様の税金の無駄遣いとして追及された[55][新聞 4]。ただし、副都心線の工事費用に道路特定財源が使われていることは現場の看板や東京都の広報などに以前から明記されており[56]、東京都民には周知の事実であった。
- 2008年6月13日に放送されたテレビ朝日系の番組『タモリ倶楽部』において、出演者は一般の人として初めて乗車することになった。番組内では「（開業前まで）試運転用のダイヤが組まれていること」「池袋 - 雑司が谷間の下りが東北・上越新幹線の新宿延伸を想定していること」「副都心線の新宿三丁目駅が丸ノ内線と都営新宿線の間をすり抜けていること、渋谷寄りのカーブ（タカシマヤタイムズスクエアの真下）が副都心線で最も急なカーブとなること」が東京メトロの関係者から公言された。
- 2008年11月26日から2009年1月12日まで、「副都心線開業記念展 - 副都心線の新たな発見 -」が地下鉄博物館で開催された。
- 2008年現在、国土交通省は新鉄道技術省令の解釈基準で電車線の勾配を最大で35‰と規定しているが、東新宿 - 新宿三丁目間の池袋方面には本路線で中で最も急な40‰の勾配が特認により存在する[57][58]。なおこの特認は路線の事情に鑑みて既存路線でも適宜認められてきたものであり、副都心線に限ったものではない。
- 東武東上線では和光市 - 池袋間、西武池袋線では練馬 - 池袋間、JR東日本では池袋 - 新宿 - 渋谷間の利用者が減り、収益が減ることが予想されている。その一方で、これらの区間のラッシュ時の混雑緩和が期待されている。なお、JRは当初9万人の減少を予想していたが、実際には6万人から7万人が減った程度であり、混雑が大幅に緩和されたわけではない[新聞 3]。
- 東京メトロの速達列車の設定は、東西線の「快速」・「通勤快速」に次いで2例目となるが、全区間（和光市 - 小竹向原 - 渋谷間）で通過駅がある速達列車が設定されている路線は本路線のみ。なお、西武線内快速急行 - 副都心線内急行 - 東急東横線・みなとみらい線内特急のように3社跨いでの速達列車の設定は、都営地下鉄浅草線でもアクセス特急・エアポート快特がある。また、2016年3月26日のダイヤ改正で、東武東上線内にも優等列車が設定された関係で平日夕方に1本のみ、森林公園発元町・中華街行では、全区間急行となる列車が設定された。
- 東京メトロ各駅のホーム発車標で本路線のみ行先が3段式を使用している。2020年7月頃から順次LED式から液晶式に切り替わり、同時にホーム内の自動放送も更新された。さらに、2023年3月18日に東急新横浜線開業および相鉄線へ相互直通運転開始に伴い、自動放送のアナウンスが一部変更になった。東急東横線へ直通する列車は「東急東横線・みなとみらい線直通（種別・行先）」から「東急線経由（種別・行先）」に、西武線へ直通する列車は「西武池袋線直通（種別・行先）」から「西武線直通（種別・行先）」へそれぞれ変更された。